# Волшебные существа мира Гарри Поттера
Феникс Фоукс волшебная птица Дамблдора, которая под конец жизни сгорает в пепел и рождается снова.
Фоукс в книге Гарри Поттер и Тайная комната, принёс Гарри распределяются шляпу и вылечил рану Гарри. 

## Магическая зоология
Магическая зоология — исследование волшебных существ в мире Гарри Поттера. Человек, который изучает магическую зоологию, известен как магический зоолог (магозоолог). Магические зоологи работают в Министерстве магии, а именно в Отделе регулирования магических популяций и контроля над ними. Один из самых известных магических зоологов является Ньют Саламандер, автор популярной книги по волшебным животным под названием «Фантастические твари и где они обитают».

## Классификация Министерства Магии
Классификация Министерства Магии — Отдел регулирования магических популяций и контроля над ними даёт классификацию всем известным тварям, существам и духам. Она позволит получить общее представление об опасности этих созданий. Далее следуют пять категорий.
Классификация Министерства Магии:
- XXXXX — не поддаётся дрессировке или приручению
- XXXX — очень опасный/поддаётся только определённым людям / справиться может только очень опытный волшебник
- XXX — опасен / требуются особые навыки/справиться любой квалифицированный волшебник
- XX — безвредный / Поддаëтся приручению
- X — не представляющий интереса

## Алфавитный указатель волшебных тварей от А до Я
| - Авгур — XX - Акнерыс — XXX - Акромантул — XXXXX - Акулообраз, Акулобраз — XXX - Бандиман — XXX - Барабашка — XX - Боггарт — XX - Василиск — XXXXX - Выскакунчик — XX - Гиппогриф — XXX - Гиппокамп — XXX - Гном — XX - Гриндилоу — XX - Грифон — XXXX - Громамонт — XXXX - Грюмошмель — XXX - Двурог - Докси — XXX - Детоед — XXXX - Дементор — XXXXX - Дириколь — XX - Дракон — XXXXX - Единорог — XXXX - Йети — XXXX - Каппа — XXXX - Карликовые пушистики (Клубкопухи) — XX - Квинтолап — XXXXX - Келпи — XXXX - Кентавр — XXXX - Клабберт — XX - Клинохвост — XXX - Кляксовый Бякоклешень — XXX - Кракен — XXXXX - Красный галстучек — XXX - Круп — XXX - Крюкорог — XXXX - Лазиль — XXX - Лепрекон — XXX - Леший — XX - Лобалуг — XXX - Лунный Телец — XX - Лукотрусы — XX - Мантикора — XXXXX - Моко — XXX | - Морской змей — XXX - Муховёртка — XXX - Нунду — XXXXX - Нюхлер — XXX - Оборотень — XXXXX - Огненный краб — XXX - #Оккамий — XXXX - Пеплозмей — XXX - Пикси — XX - Плимп — XXX - Подводный народ — XXX - Подгребин — XXX - Полувидим — XXXX - Порлок — XX - Раздражар — XXX - Рамора — XX - Растопырник — XX - Ревун — XXX - Рунослед — XXXX - Русалы — XXXX - Рэйем — XXXX - Саламандра — XXX | - Сирруш — XXXXX - Смертофалд — XXXXX - Сниджет — XXXX - Соплохвост — XXXXX - Сфинкс — XXXX - Твердолобик — XXX - Тембу — XXXX - Тролль — XXXX - Феникс — XXXX - Фестрал — XXX - Фея — XXXX - Флоббер-червь — X - Химера — XXXXX - Хлюпнявка — XXX - Хоркламп — X - Чёртик — XX - Чизпафл — XX - Штырехвост - Эльф — XXX - Яркополз — XXX |

## Животные волшебные существа

### Авгур
XX
Авгур (англ. Augerey или Ирландский феникс) — худая вечно скорбящая птица зеленовато-чёрного цвета. Он очень скромен, свои гнёзда каплевидной формы вьёт среди колючих кустарников, питается насекомыми и эльфами, летает только в проливной дождь (в остальное время прячется в гнезде).
У Авгура характерный низкий пульсирующий крик, который, как некогда полагали, предсказывает смерть. Волшебники старались избегать гнёзд Авгура, так как боялись услышать его душераздирающую песнь, и, говорят, не один волшебник получил сердечный приступ, когда, пробираясь по лесу, слышал жуткий вопль Авгура. Перья Авгура невозможно использовать в канцелярских целях, так как они не смачиваются чернилами . Известно , что Урик Странный держал у себя в спальне не менее пятидесяти авгуреев . В одну особенно дождливую зиму , Урик , постоянно слыша песни их песни , уверовал в то , что стал призраком и попытался пройти сквозь стену , что , как говорит его биограф Р . Питтиман закончилось " тяжелейшим сотрясением мозга на десять дней " . 

### Акромантул
XXXXX
Акромантул (англ. Acromantula) — огромный восьмиглазый паук, взрослые особи способны говорить на человеческом языке. Главное действующее лицо, которым представлен этот класс, — Арагог, основатель рода, живущего в окрестностях Хогвартса. Во втором фильме его озвучивает Джулиан Гловер. Плотная встреча с акромантулами происходит во второй книге.
Отличительные черты акромантула — чёрная шерсть, густо покрывающая тело; расстояние между ногами, достигающее 4,5 метров; хелицеры, характерно пощёлкивающие, когда акромантул возбуждён или сердит; и ядовитые железы. Акромантул — хищник и предпочитает крупную добычу. Он плетёт свою паутину в форме купола на поверхности земли. Самка крупнее самца и может откладывать до сотни яиц за один раз. Яйца акромантула белые и мягкие, размером с надувной детский мяч. Детёныши вылупляются через 6-8 недель.
Несмотря на то, что акромантулы по уровню развития интеллекта почти не уступают людям, они не поддаются дрессировке и чрезвычайно опасны как для магов, так и для маглов.
В переводе с др.-греч. ακρος — крайний, высокий, а также конечность. Окончание, очевидно, созвучно слову «тарантул».
Родиной акромантулов является остров Борнео, где они населяют густые джунгли. Считается, что эти животные выведены волшебниками — возможно, для того, чтобы охранять жилища или сокровищницы. Популяция акромантулов обитала в лесу неподалёку от Хогвартса, и долгое время находилась в особых отношениях с Рубеусом Хагридом, в своё время вырастившим основателя колонии, Арагога. В битве сторонников Волан-де-Морта против защитников Хогвартса акромантулы Запретного леса приняли участие на стороне войска Волан-де-Морта, захватили Хагрида в плен и передали Пожирателям, дальнейшая судьба колонии неизвестна.

### Болтрушайка XX
Болтрушайка (англ. Jobberknoll) — это маленькая пёстрая птица синего цвета, питающаяся мелкими насекомыми. На протяжении своей жизни она хранит молчание и лишь перед смертью издаёт продолжительный крик, состоящий из всех когда-либо услышанных ею звуков в порядке, обратном тому, в каком они были услышаны. Перья болтрушайки используются при приготовлении сывороток правды и зелий, воздействующих на память.

### Василиск

Василиск

Василиск — огромный ярко-зелёный змей, размером около пятидесяти футов. Очень сильное и, возможно, сильнейшее магическое животное в мире Гарри Поттера. Первый василиск создан приверженцем чёрной магии Герпием Злостным, заставившим жабу высидеть куриное яйцо. Осознав, насколько страшное чудовище появилось на свет, маги эпохи Средневековья запретили выведение василисков.
Поскольку василиск — змея, то владеющий змеиным языком серпентарго может разговаривать с ним. Контролировать его может только наследник Салазара Слизерина (наследником был Волан-де-Морт).
Всё тело василиска покрыто чешуйчатой бронированной кожей, напоминающей по крепости кожу дракона, устойчивой к заклинаниям. Кожу василиск, как и любая змея, время от времени сбрасывает. Сходство со змеёй усиливается и наличием ядовитых клыков, которые по длине превосходят остальные зубы в пасти. Яд василиска — удивительно сильная магическая субстанция, единственным известным противоядием к ней являются слёзы феникса, которые, в свою очередь, добыть крайне сложно. Более того, яд этот сохраняет свои свойства даже несколько лет после смерти животного. Самым же страшным оружием василиска считается его смертоносный взгляд. Два огромных жёлтых глаза — обычно последнее, что успевают увидеть его жертвы в этой жизни. Даже «непрямой» взгляд василиска (например, отражённый в зеркале) опасен: поймавшие такой взгляд каменеют, и лишь настойка из корней мандрагоры может вернуть им первоначальный облик. Взгляд василиска — настолько сильное оружие, что поражает даже привидения, которые, хоть и не могут умереть во второй раз, вполне могут своеобразным образом «окаменеть», превратившись из жемчужно-белых в угольно-чёрных и утратив всякую способность самостоятельно двигаться. Так было, например, с Почти Безголовым Ником, который принял на себя основной заряд взгляда василиска и тем самым спас от смерти Джастина Финч-Флетчи. Только фениксы и другие Василиски имеют иммунитет ко взгляду василиска.
Василиска очень боятся пауки и стараются как можно скорее покинуть район его активной жизнедеятельности. Сам василиск боится пения петуха, которое для него губительно, как и запах ласки (по другим источникам губительным для него является укус горностая, наевшегося перед этим травы руты). Питаются василиски позвоночными тварями, обычно — мелкими грызунами. Самцов от самок можно отличить по наличию яркого гребня на голове.

### Соплохвост
Соплохвосты (англ. Blast-ended skrewts) — помесь мантикор с огненными крабами; название им дал Рубеус Хагрид. При рождении это существо похоже на бесформенного омара без панциря, жутко бледного, клейкого на вид, с лапками, торчащими из самых неожиданных мест. Соплохвосты рождаются маленькими, но очень быстро увеличиваются в размерах и обретают неимоверную силу. Некоторые могут взрываться. Взрослые существа, достигающие трёх метров в длину, похожи на гигантских скорпионов с толстым серым панцирем и хвостом, выгнутым к спине. От соплохвостов исходит резкий запах тухлой рыбы. У них не видно ни головы, ни глаз. Время от времени у них из-под хвоста вылетают искры, и они продвигаются на несколько сантиметров вперёд. У самцов есть жало, а у самок — присоски на животе, с помощью которых эти твари высасывают кровь жертвы.

### Гиппогриф
Гиппогриф (англ. Hippogriff) (XXX)— довольно необычное волшебное животное. «Туловище, задние ноги и хвост коня, передние лапы, крылья и голова — орлиные; сильный стального цвета клюв и огромные блестящие, как апельсины, глаза» Бывает самых различных мастей. Питается гиппогриф, как и многие хищные птицы, мелкими животными. Имеет не только сильный клюв, но и крепкие острые когти на передних лапах длиной 15 см, которые пускает в ход, либо с лёта, либо становясь на дыбы.
Отличительной особенностью поведения гиппогрифа является его церемонная гордость. Зверь не выносит по отношению к себе ни грубого слова, ни пренебрежительного тона. Даже приближаться к нему надо особенным образом. Надо не спеша подойти к гиппогрифу и, не доходя пары шагов поклониться, глядя зверю прямо в глаза и стараясь не моргать часто. Гиппогрифы не верят тому, кто часто моргает. Если вы достаточно уверены в себе и исполнены уважения к нему, гиппогриф это почувствует и поклонится в ответ. Тогда и только тогда можно подходить к зверю: он признал в вас друга. Интересно, что эту церемонию с поклоном надо проделывать каждый раз, а не только при знакомстве.

### Гиппокамп
Гиппокамп (англ. Hippocampus) — (XXX) происходит из Греции, имеет голову и переднюю часть лошади, а хвост и заднюю часть — огромной рыбы. Хотя обычно этот вид встречается в Средиземном море, великолепная синяя чалая особь была поймана русалками в 1949 у побережья Шотландии и впоследствии одомашнена ими. Гиппокамп мечет икру с крупными прозрачными икринками, сквозь скорлупу которых можно видеть жеребят-головастиков.

### Глиноклок
Глиноклок — (XXX) эти животные изучаются на пятом году обучения в Хогвартсе и, возможно, входят в задания экзамена СОВ по уходу за магическими существами. Они — хранители коней, и их цель в жизни — охранять лошадей. Встречаются в графстве Дорсет (Англия) и в южной Ирландии. Глиноклоки питаются травой, сами они покрыты жёсткими волосами, двуногие, на ногах — раздвоенные копыта. Руки короткие, с четырьмя толстыми пальцами, взрослые глиноклоки достигают в высоту двух футов. Не доверяют людям. Прогнать глиноклока можно с помощью белой собаки. 

### Садовый Гном
Садовый Гном (англ. Gnome) (XX) — садовый гном является обыкновенным садовым вредителем, обитающим в северной части Европы и в Северной Америке. Ростом до фута, гном имеет характерные черты: непропорционально большую голову (похожую на картофелину) и крупные, костлявые ноги. Разумен, обладает речью. Гномов можно выгнать из сада, раскрутив их, пока у них не закружится голова, и затем перебросив через забор. В качестве альтернативы можно использовать раздражаров, хотя сегодня многие волшебники находят данный метод разгноминирования слишком жестоким.

### Гриндилоу
Гриндилоу, Загрыбаст, Тихомол (англ. Grindylow) — (XX) рогатый, бледно-зелёный демон, обитает в озёрах по всей Британии и Ирландии. Он питается мелкой рыбой и агрессивен по отношению как к волшебникам, так и маглам, впрочем, известно, что русалки их одомашнили. У него очень длинные пальцы, которые легко сломать, хотя они и обладают мощной хваткой.

### Грифон

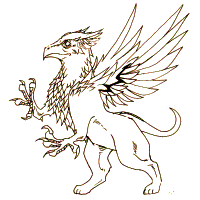
Грифон

Грифон (англ. Griffin) (XXXX) — происходит из Греции, имеет голову и передние лапы огромного орла, а туловище и задние лапы — льва. Как и сфинкс (см. ниже) часто используется волшебниками для охраны сокровищ. Хотя грифоны свирепы, известна небольшая горстка опытных волшебников, водящих с ними дружбу. Грифоны питаются сырым мясом.

### Громамонт
Громамонт (англ. Erumpent), (XXX) в других переводах взрывопотам или " 'сносорог" — это крупное серое африканское животное, весом до тонны, обладающее огромной силой. На большом расстоянии громамонта можно перепутать с носорогом. Он имеет толстую шкуру, которая отражает большинство заклятий и проклятий, острый рог на носу и длинный хвост, похожий на верёвку. У громамонтов обычно рождается один детёныш.
Громамонт нападает только если его раздразнить, и последствия этого, как правило, весьма плачевны. Рог громамонта протыкает всё что угодно, от кожи до металла, и содержит вещество, которое, проникнув в тело жертвы, взрывается.
Популяция громамонтов невелика, так как самцы часто взрывают друг друга во время брачного периода. Африканские волшебники обращаются с громамонтами очень осторожно. Рога, хвосты и взрывающееся вещество громамонтов используются для приготовления зелий. Они и отнесены в Класс Б: «Товары, разрешённые к продаже» (Но опасные и требующие строгого контроля.).

### Грюмошмель
Грюмошмель (англ. Glumbumble) (XXX) — представляет собой серое, мохнатое летающее насекомое, производящее патоку, которая вызывает меланхолию. Эта патока применяется в качестве противоядия при истерике, возникающей от поедания листьев Горячительного дерева. Известно, что грюмошмели имеют обыкновение нападать на ульи с самыми печальными последствиями для мёда. Грюмошмели гнездятся в тёмных и уединённых местах, таких, как полые стволы деревьев и пещеры. Питаются крапивой. Встречается другой перевод этих насекомых — ипопаточник.

### Эрклинг
Эрклинг (англ. Erkling) (XXX) — это эльфоподобное существо, которое обитает в Чёрном лесу в Германии. Оно крупнее гнома (в среднем 3 фута высотой), имеет заострённую мордочку и тоненький голосок, особенно нравящийся детям, которых эрклинги пытаются увести от взрослых и съесть. Однако строгий контроль, осуществляемый немецким министерством магии, за последние несколько веков сильно уменьшил количество убийств, совершённых эрклингами. Последнее зафиксированное нападение эрклинга на шестилетнего волшебника Бруно Шмидта закончилось смертью эрклинга, поскольку мастер Шмидт огрел его по голове отцовским складным котелком.

### Диринар
Диринар, дириколь (XXX) (англ. Diricawl) — это нелетающая птица с пухлым телом и пушистым оперением. Примечательна своим способом скрываться в случае опасности. Диринар исчезает в облаке перьев и возникает в другом месте, как феникс.
Интересно, что маглы в течение определённого периода времени знали о существовании дириколей, хотя называли их дронтами. Не подозревая о способности диринаров намеренно исчезать, маглы были убеждены в том, что полностью истребили данный вид. Поскольку это способствовало осознанию маглами опасности беспорядочного уничтожения братьев наших меньших, Международная Федерация Волшебников не сочла нужным информировать маглов о том, что диринары по-прежнему существуют.

### Двурог
Двурог (англ. Bicorn) — ничего не известно об этом животном. Упоминается только, что растёртый рог двурога входит в состав Оборотного и Бодроперцового зелий, и его рог имеет свойство взрываться при прикосновении.

### Докси
Докси, или кусачая фея (англ. Doxy) — волшебное существо-паразит. Докси часто путают с феями, хотя на самом деле это совершенно разные виды. Внешне докси тоже напоминают крохотных человечков, но, в отличие от фей, они покрыты густой черной шерстью, у них по две пары ручек и ножек, а крылышки жесткие, изогнутые и блестящие, как у жука. Язык докси — длинный, напоминающий язык хамелеона, с его помощью докси захватывает пищу (в частности, веретенниц)[1]. Докси встречаются повсюду в Северной Европе и Америке — холодный климат благоприятен для них. Самки откладывают до пятисот яиц в одной кладке и закапывают их, а через две-три недели вылупляются детеныши.
У докси два ряда острых ядовитых зубов. При укусе необходимо применять противоядие.

### Единорог
Единорог (англ. Unicorn) — (XXXX) красивое животное, обитающее повсеместно в лесах северной Европы. Во взрослом состоянии это чисто-белая лошадь (настолько белая что даже снег рядом с ней кажется серым) с прямым как стрела рогом и золотистыми копытами, хотя жеребята сначала золотистые, а до достижения зрелости становятся серебряными. И рог единорога, и кровь, и грива имеют мощные магические свойства. Единорог, как и фея, пользуется доброй славой у маглов — в данном случае, оправдано. Обычно он избегает контакта с людьми, скорее позволит подойти к себе ведьме, чем волшебнику, и у него столь стремительный бег, что поймать его очень трудно. Очень ценятся волосы единорога: из них выходят и великолепные сердцевины для волшебных палочек, и отменные повязки для ран. Кровь единорога может вернуть человека к жизни даже если он находится на волосок от смерти.
Убийство единорога, такого прекрасного и беззащитного, карается проклятием на всю жизнь.

### Йети

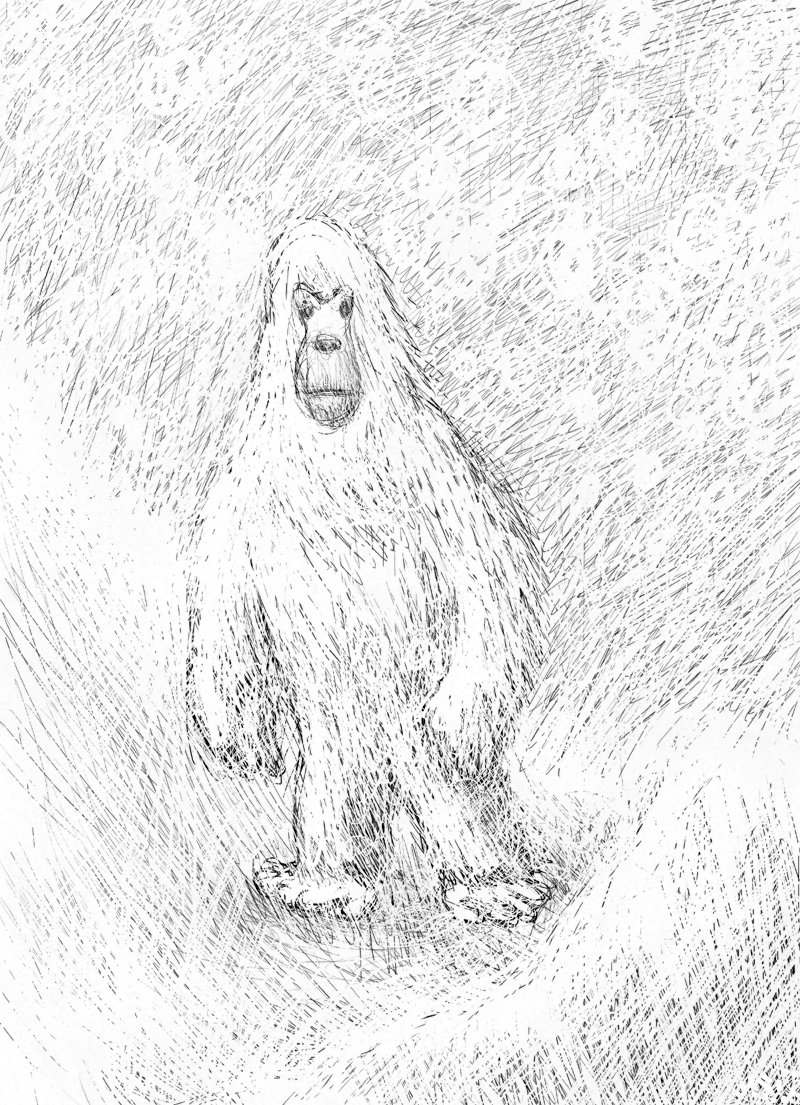
Абстрактный рисунок снежного человека

Йети (англ. Yeti) (XXXX), скорее всего, является родственником тролля, хотя никто ещё не подобрался к нему настолько близко, чтобы провести необходимые исследования. Высотой до пятнадцати футов, он покрыт с головы до ног волосами чисто-белого цвета. Йети пожирает всё, что ни встретится ему на пути, хотя он боится огня и опытные волшебники могут с ним справиться.

### Карликовые пушистики
Карликовые пушистики, клубкопух (англ. Puffskein) (XX) — миниатюрные клубочки пуха, имеющие самую разнообразную окраску. Миленькие попискивающие создания, которые очень нравятся девочкам. Питаются мусором, который слизывают длинным язычком, поэтому несколько пушистиков в доме волшебника вполне заменяют пылесос. Их выращивают для продажи близнецы Уизли.
В книге «Гарри Поттер и Принц-Полукровка» такого пушистика покупает себе Джинни Уизли. Девочка назвала его Арнольдом.

### Квинтолап
Квинтолап (англ. Quintaped), пятилап, пятиног, квинтоног (также известен под названием Волосатый МакБун) — (XXXXX) крайне опасный хищник, питающий особое пристрастие к человеческой плоти. Его приземистое туловище и все его пять ног с клешнеобразными лапами покрыты густой рыжевато-коричневой шерстью.
Квинтолап обитает только на острове Дрир, расположенном у северной оконечности Шотландии. По этой причине Дрир сделан ненаходимым.
По легенде раньше на этом острове жили 2 семьи волшебников: МакБуны и МакКливерты. Как-то раз между главами кланов произошла пьяная драка, которая закончилась смертью главы клана МакКливертов. В отместку за это они как-то ночью окружили посёлок МакБунов и превратили их всех в пятиногих чудовищ. В обращённом виде МакБуны были гораздо опаснее и всячески противились попыткам вернуть им человеческий облик. Чудища перебили всех МакКливертов, и на острове не осталось ни одного человека, который мог бы их обратить. Правда это или нет — неизвестно, но Квинтолап упорно сопротивляются попыткам Отдела регулирования магических популяций и контроля над ними отловить хотя-бы один экземпляр и вернуть ему первоначальный вид.

### Кельпи
Кельпи (англ. Kelpie) — (XXXX) этот водяной демон, живущий в Англии и Ирландии, может принимать различные формы, хотя чаще всего он появляется в облике лошади с гривой из камыша. Заманив ничего не подозревающую жертву на свою спину, он ныряет на самое дно реки или озера и пожирает наездника, внутренности которого всплывают на поверхность. Чтобы справиться с кельпи, необходимо накинуть уздечку ему на голову и произнести при этом подчиняющее заклинание, которое сделает его покорным и беспомощным.
Самый большой в мире кельпи был обнаружен в озере Лох-Несс, в Шотландии. Чаще всего он принимает облик морского змея. Международная федерация наблюдателей-волшебников поняла, что имеет дело не с настоящим змеем, когда он на их глазах превратился в выдру при появлении исследовательской группы маглов, а затем снова в змея, когда опасность миновала.

### Клабберт
Клабберт (англ. Clabbert) — это существо, живущее на деревьях, внешне нечто среднее между обезьяной и лягушкой. Впервые появился в южных штатах Америки, но с тех пор распространился по всему свету. У него гладкая лысая кожица зеленоватого цвета, перепончатые ладони и ступни, длинные гибкие конечности, позволяющие клабберту качаться на ветвях деревьев с ловкостью орангутанга. На голове у него короткие рожки, а широкий рот, как бы растянутый в ухмылке, полон острых как бритва зубов. В основном клабберт питается маленькими ящерицами и птицами.
Отличительным признаком клабберта является большая пустула в центре лба, которая алеет и вспыхивает, когда он чувствует опасность. Некогда американские волшебники держали клаббертов в садах, чтобы те заранее предупреждали их о приближении маглов, но Международная Федерация Волшебников ввела штрафы, чем значительно сократила подобную практику. По ночам деревья, переполненные сверкающими клаббертами, выглядели очень нарядно и привлекали многих маглов, недоумевающих, почему это их соседи до сих пор не сняли рождественские гирлянды, хотя на дворе уже июнь.

### Крап
Крап (англ. Crup) — происходит из юго-восточной части Англии. Внешне он напоминает джек-рассел-терьера, за исключением раздвоенного хвоста. Без сомнения, эта порода собак была выведена волшебниками, так как шишуги очень преданы магам и крайне агрессивны по отношению к маглам. Крап — настоящий мусорщик, ест почти всё, от гномов до старых шин. Лицензию на право обладания крапом можно получить в Отделе по контролю волшебных существ после прохождения простого теста, доказывающего способность волшебника-заявителя контролировать крапа в местах обитания маглов. Владелец крапа обязан удалить хвост своего питомца с помощью безболезненного Отрубающего заклинания по достижении последним шести— восьминедельного возраста, чтобы маглы его не заметили. Разведение крапов — хобби Селестины Уорлок, знаменитой певицы.

### Пятнистый Клешнепод
Пятнистый Клешнепод (англ. Mackled Malaclaw) — это животное, живущее на суше, по большей части на скалистых берегах вокруг Европы. Несмотря на небольшое сходство с лобстером, есть его не следует, так как его мясо не подходит для человеческого желудка, вызывая сильную лихорадку и противную зеленоватую сыпь.
Клешнепод может достигать 12 дюймов в длину. Окрас — светло-серый с тёмно-зелёными крапинками. Питается мелкими рачками, но может попробовать схватить и что-нибудь покрупнее. Укус клешнепода имеет необычный побочный эффект: жертва становится страшно неудачливой на протяжении недели после укуса. Если Вас вдруг укусит клешнепод, срочно отменяйте любые пари, споры и коммерческие сделки, так как они обязательно обратятся не в пользу укушенного.

### Дромарог
Дромарог, крюкорог, угроб (англ. Graphorn) — крупное, серовато-лиловое горбатое существо, с двумя очень длинными острыми рогами, дромарог передвигается на больших четырёхпалых лапах и обладает крайне агрессивным характером. Нередко наблюдалось, как горные тролли ездят на дромарогах, несмотря на то, что последние с большой неохотой поддаются приручению, и большинство троллей покрыты шрамами от атак дромарогов. Толчёный рог дромарога применяется в процессе приготовления зелий, несмотря на исключительную дороговизну, объясняемую сложностью его добывания. Кожа дромарога отличается даже большей прочностью, чем кожа дракона, и защищает от многих заклинаний.

### Жмыр
Жмыр, лазиль (англ. Kneazle) — маленький, похожий на кошку, с пятнистым мехом, несоразмерно большими ушами и хвостом как у льва, жмыр представляет собой очень умное, независимое и временами агрессивное существо, хотя, проникнувшись симпатией к ведьме или волшебнику, может стать замечательным домашним животным. Жмыр обладает сверхъестественной способностью выискивать отталкивающих и сомнительных существ и без труда найдёт дорогу домой, если его хозяин заблудился. В помёте жмыра бывает до восьми детёнышей, жмыры могут скрещиваться с кошками. Для владения жмырами (так же, как шишугами и фвуперами) требуется разрешение. Внешность жмыров достаточно необычна и привлекает внимание маглов.

### Лепрекон

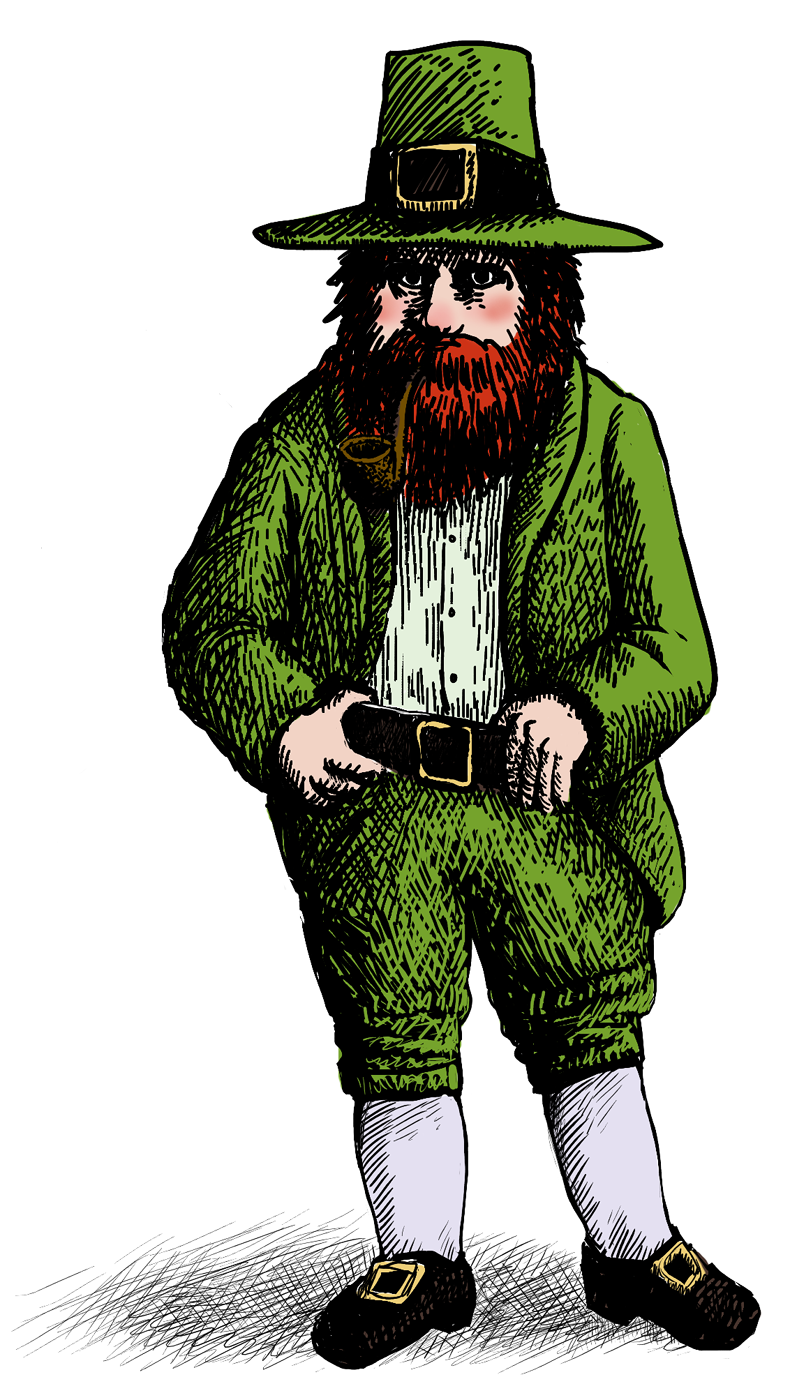
Лепрекон (всего 15см в высоту)

Лепрекон (англ. Leprechaun) — обитают исключительно в Ирландии, достигают 15 см в высоту, и имеют зелёный окрас. Владеют навыками изготовления примитивной одежды из листьев. Единственные из «маленького народа» могут разговаривать, хотя никогда не просили переклассифицировать их в «существа». Лепреконы живородящи и живут в основном в лесах и лесистых местностях, хотя получают удовольствие от привлечения внимания маглов, и вследствие этого в магловской литературе для детей встречаются почти так же часто, как и феи. Лепреконы создают реалистичное золотоподобное вещество, исчезающее спустя несколько часов, что чрезвычайно их забавляет. Питаются листьями, и, несмотря на репутацию озорников, до сих пор неизвестно, причиняли ли они когда-нибудь вред человеку.

### Леший
Леший, Лечурка, Лукотрус, Боутракл (англ. Bowtruckle) — это существо, охраняющее деревья. Он обитает в основном на западе Англии, в северной части Германии и в некоторых скандинавских лесах. Маленькие деревянные человечки. У них шишковатые ручки и ножки, по два пальца-веточки на каждой руке и забавные, плоские, будто покрытые корой личики с блестящими коричневыми глазами, напоминающими крошечных жучков. Хранители леса, и обычно живут на деревьях, которые используются для изготовления волшебных палочек. Не очень опасны, но, охраняя дерево, способны выцарапать незадачливому волшебнику глаза. Питаются мокрицами и яйцами эльфеек.

### Лобалуг
Лобалуг, крильмар (англ. Lobalug) — его можно найти на дне Северного моря. Это примитивное создание, длиною 10 дюймов, состоящее из эластичного трубчатого тельца и мешочка, наполненного ядом. Когда лобалугу грозит опасность, он сокращает мешочек, выстреливая в нападающего ядом. Русалки используют Лобалуга в качестве оружия, а волшебники добавляют яд в некоторые зелья, но его применение строго контролируется.

### Лунный телец
Лунный телец (англ. Moon Calf) — очень пугливое существо, которое вылезает из своей норы только при полной луне. Он имеет гладкое бледно-серебристое тело, высоко посаженные круглые глаза и четыре длинные тонкие ноги с огромными плоскими копытами. В полнолуние лунный телец находит пустынное место и танцует там на задних ногах замысловатые танцы. Считается, что это является прелюдией к спариванию (при этом часто на пшеничных полях остаются сложные геометрические фигуры, которые приводят маглов в замешательство).
Танцы лунного тельца в лунном свете — потрясающее зрелище, но кроме того, из них можно извлечь выгоду. Если серебряный помёт, оставшийся после танца, собрать до восхода солнца и удобрить им магические травы и цветочные клумбы, то растения вырастут быстро и будут очень сильными. Лунный телец водится повсеместно.

### Мантикора

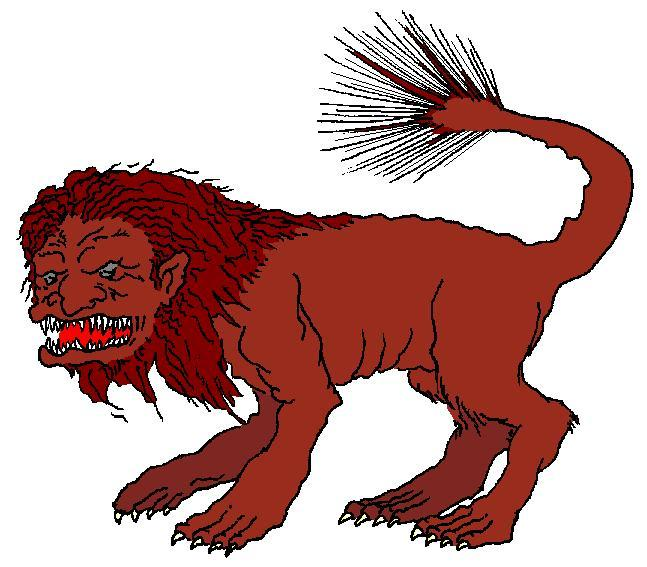
Мантикора

Мантикора (англ. Manticore) — в высшей степени опасное греческое чудище с головой человека, телом льва и хвостом скорпиона. Она так же опасна, как и Химера, и настолько же редка. Говорят, что сразу после поглощения очередной жертвы мантикора начинает тихонько мурлыкать. Шкура мантикоры отражает практически все известные заклятия, а яд, содержащийся в жале, убивает мгновенно. Мантикора является существом, но они агрессивны и причислены к зверям.
Известен случай уничтожения мантикорой василиска, однако данная мантикора была особенно сильна, а василиск был слаб и измучен битвой с другим василиском .

### Моко
Моко, Ишака (англ. Moke) — это серо-зелёная ящерица, достигающая в длину до 10 дюймов. Обитает в Англии и Ирландии. Моко умеет сжиматься по собственному желанию, поэтому маглы никогда не замечали её. Шкурка моко очень ценится волшебниками. Они делают из неё сумки для денег и кошельки, которые при приближении чужаков уменьшаются в размерах точно так же, как делала ранее владелица шкурки. Ворам очень трудно найти кошельки и сумки из шкурки моко. Также подобные сумочки могут вмещать огромное количество вещей, нисколько не становясь тяжелее. Такие сумочки носили Гарри Поттер и Гермиона Грейнджер в Дарах Смерти.

### Морской змей

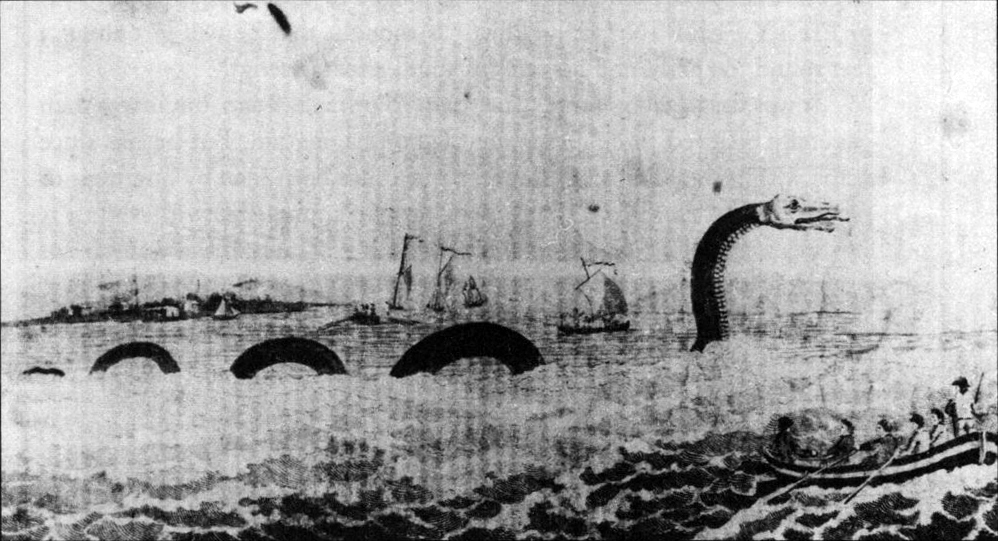
Морской змей

Морской змей (англ. Sea Serpent) — морские змеи обитают в Атлантике, Тихом океане и Средиземном море. Несмотря на не слишком располагающую внешность, ещё не известно ни одного случая, чтобы они убили человека, несмотря на истерические вопли маглов о свирепости морских змеев. Этот зверь имеет голову, похожую на лошадиную, и длинное змеевидное тело, горбами высовывающееся из моря и достигающее в длину ста футов.

### Муховёртка
Муховёртка, веретенница, билливиг (англ. Billywig) — это насекомое, родом из Австралии. Длина её ярко-сапфирового тела составляет примерно полдюйма, а скорость её такова, что маглы редко видят её, да и волшебники замечают муховёртку только тогда, когда она их ужалит. Крылья муховёртки приделаны к голове наподобие пропеллера и вращаются с такой скоростью, что она сама вертится во время полёта. Снизу тела находится длинное жало. Ужаленные муховёрткой испытывают головокружение, за которым следует левитация. Целые поколения молодых австралийских волшебниц и волшебников пытались поймать муховёрток и заставить их укусить себя, чтобы насладиться этим побочным эффектом, но чрезмерное количество укусов может заставить жертву неконтролируемо парить в течение нескольких дней. А в случае серьёзной аллергической реакции может произойти и перманентное зависание в воздухе. Предполагается, что высушенные жала муховёрток используются в составе популярных конфет «Летучие шипучки».

### Морщерогий кизляк
Морщерогий кизляк, сладкорогий стеклоп (англ. Crumple-Horned Snorkack) — это неизвестное, но очень пугливое животное, которое замечательно умеет самоисцеляться, имеет крохотные ушки, похожие на уши бегемота, только мохнатые и фиолетовые, и рог, а ещё любит не очень быстрые мелодии (например, вальс). Выдумано главным редактором журнала «Придира» Ксенофилиусом Лавгудом.

### Наргл
Наргл, (англ. Nargles) — существо, по мнению Полумны Лавгуд, живущее в омеле. (Выдумано Ксенофилиусом Лавгудом!)
В начале «Гарри Поттер и Орден Феникса» близнецы Уизли говорят, что Наземникус Флэтчер заломил непомерную цену за сумку перьев наргла. Не путать с нарлом.

### Нунду
Нунду (англ. Nundu) — это восточно-африканское животное является, возможно, самым опасным: гигантский леопард, передвигающийся, несмотря на свои размеры, бесшумно. Его дыхание вызывает болезни, способные опустошить целые деревни. Нунду ещё ни разу не покорился совместным усилиям менее чем сотни квалифицированных колдунов.

### Нюхлер
Нюхлер (англ. Niffler)— мохнатый чёрный зверёк с вытянутой мордой, обитает в норах и обожает всё сверкающее. Можно приручить находить сокровища. Смирный и привязчивый к хозяину, если таковой у него имеется. Впрочем, держать его в доме не следует.

### Огненный краб
Огненный краб (англ. Fire Crab) — несмотря на своё имя, огненный краб больше похож на крупную черепаху с панцирем, инкрустированным драгоценными камнями. На родине огненных крабов — острове Фиджи — вся береговая линия была превращена в заповедник. Крабов надо было защищать не только от маглов, которых могли привлечь их драгоценные панцири, но и от несознательных волшебников, которые используют эти панцири в качестве котелков. Стоит, пожалуй, отметить, что огненный краб имеет своё собственное средство защиты. Когда на него нападают, он выстреливает струю пламени из задней части брюшка.
Огненные крабы вывозятся и в другие страны, где их содержат в качестве домашних зверей, однако для экспорта необходимо иметь специальную лицензию.

### Оккамий
Оккамий (англ. Occamy) — водятся в Индии и на Дальнем Востоке. Эти покрытые перьями, двуногие и крылатые существа со змееподобным телом могут достигать пятнадцати футов в длину. Питаются они, как правило, птицами и крысами, хотя известны и случаи похищения обезьян. Оккамии могут напасть на приближающихся к ним, например, если защищают яйца, скорлупа которых состоит из чистейшего и мягчайшего серебра.

### Пикси

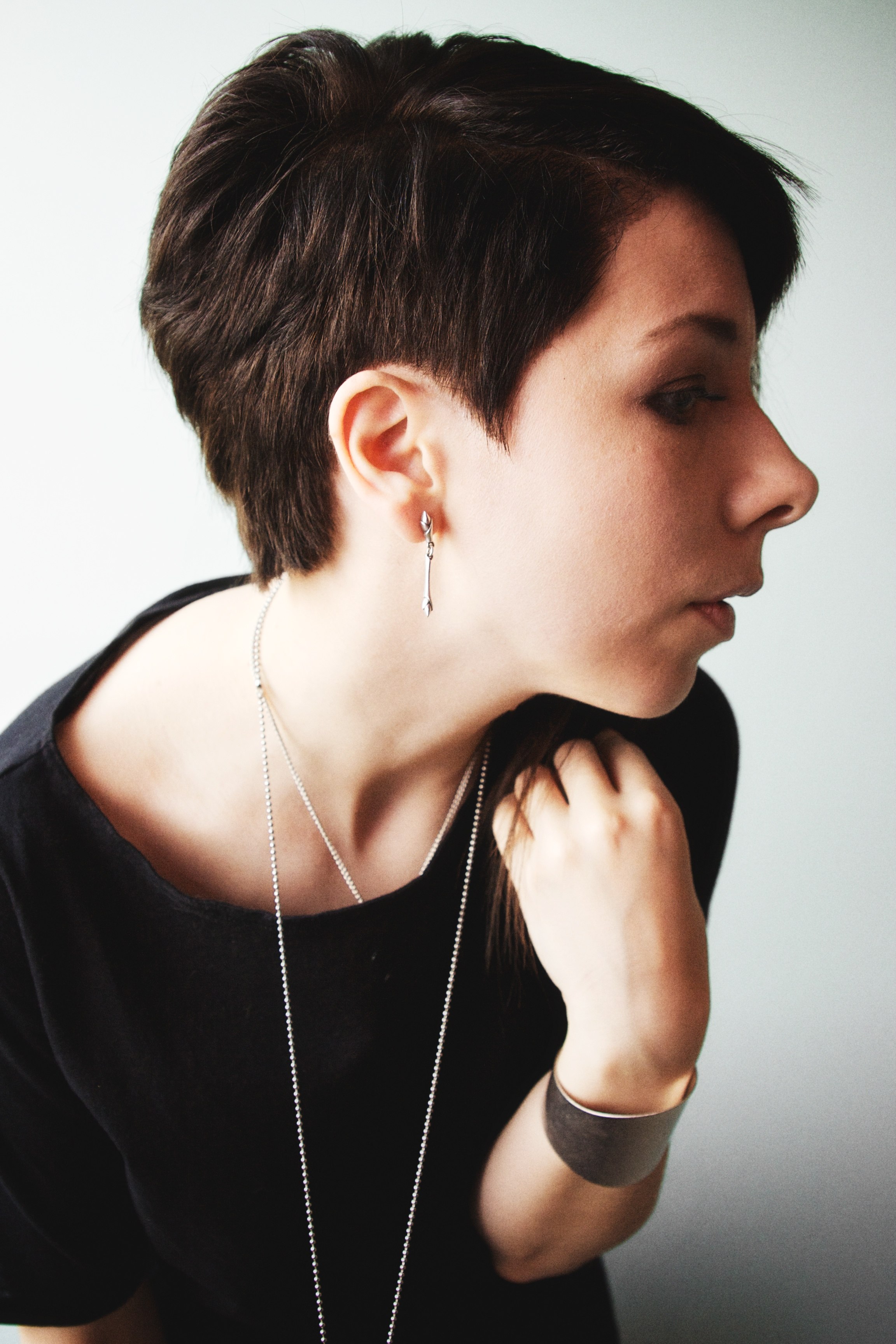
Корнуэльская пикси

Пикси (англ. Pixie) — волшебные ярко-синие существа, ростом 20 см, с заострёнными мордочками. Известны своей любовью ко всевозможным проказам и розыгрышам. Они живородящи.
Классификация Министерства магии: «C», хотя в книге «Фантастические звери и места их обитания» есть приписка: «И „A“ если ваша фамилия Локонс».
Чаще всего пикси можно встретить в Англии, в Корнуэле.
Они могут летать на тоненьких крыльях, похожих на крылья насекомых. Отличаются невероятной для их размеров физической силой — известны случаи захвата пикси неосторожных людей и переноса их на крыши высотных зданий и верхушки деревьев. Пикси издают высокочастотное бормотание, понятное только другим пикси.

### Пеплозмей
Пеплозмей, Огневица, Ашвиндер (англ. Ashwinder) — рождение пеплозмея происходит, когда магическому огню (любой огонь, в который было добавлено магическое вещество, например Дымолётный Порошок) позволяют свободно гореть слишком долгое время. Это тонкая бледно-серая змея со светящимися, как раскалённый металл, глазами. Она рождается в золе огня, оставленного без присмотра и уползает куда-нибудь, где потемнее, оставляя позади себя пепельный след.
Пеплозмей живёт только час, и в течение этого времени ищет укромное местечко, где и откладывает яйца, после чего рассыпается в пыль. Яйца пеплозмея искрящеся-красные и излучают сильный жар. Если их не найти и не заморозить подходящим заклятьем, то за несколько минут они сожгут весь дом. Каждый волшебник, обнаруживший хотя бы одного живого пеплозмея, должен немедленно выследить его и найти место кладки яиц. Замороженные яйца представляют собой большую ценность и могут быть использованы для изготовления Любовного зелья, а если такое яйцо съесть целиком, то можно излечиться от лихорадки.
Пеплозмей может появиться в любом месте земного шара.

### Плимп
Плимп, шлёппи (англ. Plimpy) — круглые сплюснутые рыбы с двумя длинными перепончатыми лапами. Они живут в глубоких озёрах, где украдкой ползают по дну в поисках водяных улиток.
Плимпы не особенно опасны, хотя могут пощипывать ныряльщиков за пятки и купальные костюмы. Русалки считают их вредителями и поступают следующим образом: связывают их «резиновые» ноги в узел. Затем течение уносит совершенно беспомощного плимпа, и он не может вернуться, пока не развяжет узел, а на это может потребоваться несколько часов.

### Полувидим
Полувидим, Демимаска (англ. Demiguise) — были впервые обнаружены на Дальнем Востоке, хотя и не сразу, так как эти существа способны становиться невидимыми при появлении угрозы, и заметить их могут лишь волшебники с достаточным опытом по отлову этих животных.
Полувидим является мирным травоядным существом, внешне чем-то напоминает грациозную человекообразную обезьяну, с большими чёрными печальными глазами, как правило, скрытыми шерстью. Всё тело полувидима покрыто длинным шелковистым мехом серебристого цвета. Шкура полувидима высоко ценится, так как его шерсть может использоваться при изготовлении мантий-невидимок.

### Порлок
Порлок (англ. Porlock) — хранитель лошадей, обитает в Дорсете (Англия) и в южной Ирландии. Покрыт лохматой шерстью, на голове имеет густую гриву грубых волос и исключительно длинный нос. Он передвигается на двух ногах с раздвоенными копытами. Руки маленькие и заканчиваются четырьмя короткими толстыми пальцами. Совершенно взрослые порлоки достигают двух футов роста и питаются травой. Порлок скромен и живёт для того, чтобы защищать лошадей. Обнаружить его можно в конюшнях в соломе, свернувшимся в клубочек, или же он скрывается в середине оберегаемого им табуна. Людям порлоки не доверяют и при их приближении прячутся.

### Раздражар
Раздражар, Джарви (англ. Jarvey) — обитает в Великобритании, Ирландии и Северной Америке. Во многом он напоминает хорька-переростка, за исключением способности говорить. Однако уровень умственного развития не позволяет раздражару поддерживать настоящую беседу, и его речь преимущественно состоит из коротких (и зачастую грубых) реплик, льющихся практически непрерывным потоком. Раздражары в основном живут под землёй, где выискивают гномов, хотя также употребляют в пищу кротов, крыс и полевых мышей.

### Рамора
Рамора (англ. Ramora) — серебряная рыбка, обитающая в Индийском океане. Наделённая могучей волшебной силой, она может как якорем останавливать корабли и является хранителем мореходов. Рамора высоко оценена Международной Федерацией Волшебников, принявшей множество законов с целью защиты раморы от магов-браконьеров.

### Растопырник
Растопырник — (англ. Murtlap) — это существо, похожее на крысу, живёт на побережье Британии. На его спине имеется нарост, напоминающий по виду актинию. Если этот нарост замариновать и съесть, то сопротивляемость заклинаниям и проклятиям резко повышается, хотя передозировка может спровоцировать рост в ушах противных фиолетовых волос. Растопырники питаются ракообразными, и, кроме того, съедят ногу любого, кто на них наступит. Встречается вариант названия — «Акнекрыс».

### Ревун
Ревун, Фвупер (англ. Fwooper) — это африканская птица с исключительно ярким оперением; встречаются ревуны оранжевой, розовой, ярко-зелёной или жёлтой расцветок. Перья ревунов издавна пользуются спросом в мире моды. Также ревуны известны тем, что откладывают яйца с очень красивым рисунком. Хотя поначалу песня ревуна может даже понравиться, она постепенно сводит слушателя с ума. Ревуны продаются только с наложенным на них Заглушающим заклинанием, которое необходимо ежемесячно обновлять. Право обладания ревуном предоставляется только при наличии разрешения, так как эти существа требуют ответственного отношения.

### Ре-эм
Ре-эм (англ. Re'em) — чрезвычайно редкий гигантский бык, с золотой шкурой, Ре-эм обитает в диких местах Северной Америки и Дальнего Востока. Кровь ре-эма даёт пьющему огромную силу, хотя её трудно добыть, а это означает, что поставки незначительны и редко попадают в открытую продажу.

### Рунослед
Рунослед (англ. Runespoor) — это трёхголовый змей. Обычно достигает длины в шесть-семь футов (около двух метров). Бледно-оранжевая с чёрными полосами окраска делает его легко заметным, вынуждая министерство магии Буркина-Фасо создавать целые ненаходимые леса специально для Руноследа.
Несмотря на то, что сами по себе эти змеи не обладают особенно злобным нравом, долгое время они были в чести у Тёмных магов, без сомнения благодаря своей устрашающей наружности. Именно работам Заклинателей, содержавших Руноследов и наблюдавших за ними, мы обязаны знанием некоторых любопытных привычек этих животных.
Из записей Заклинателей следует, что каждая из голов Руноследа выполняет особую функцию. Левая голова (если смотреть на Руноследа спереди) — стратег. Её задача — принимать решения, например, куда ползти и что делать дальше. Средняя голова — мечтатель. Рунослед может по несколько дней оставаться неподвижным, погруженный в чудесные видения и фантастические мечты. Правая голова — критик, любые начинания двух других голов встречающий раздражённым шипением. Клыки правой головы крайне ядовиты.
Постоянная вражда голов редко позволяет Руноследу дожить до глубокой старости. Часто можно встретить змея с отсутствующей правой головой, откушенной объединившимися левой и средней.
Рунослед, единственный из известных на сегодняшний день волшебных тварей, откладывает яйца ртом. Яйца Руноследа высоко ценятся как сырьё для производства снадобий, повышающих мыслительные способности. Теневая торговля как яйцами, так и самими пресмыкающимися процветала в течение нескольких столетий.

### Саламандра

Саламандра

Саламандра (англ. Salamander) — маленькая ящерица, живущая в огне и питающаяся пламенем. Обычно ослепительно-белая, она бывает голубой или алой в зависимости от жара пламени, в котором она рождается. Вне пламени саламандры живут до шести часов, если смогут регулярно поглощать перец. Они живут только пока пылает породивший их огонь. Кровь саламандры обладает чудодейственными лечебными свойствами и оказывает укрепляющее воздействие.

### Летифолд
Летифолд, летаплащ, смеркут (англ. Lethifold, также известен как Живой Саван) — это редкое существо, которое встречается исключительно в местах с тропическим климатом. Он напоминает чёрную накидку толщиной, возможно, полдюйма (может быть толще, если недавно убил и ещё переваривает очередную жертву), которая по ночам плавно скользит вдоль земной поверхности. Заклинание Патронуса — единственное, что может его отогнать. Однако он, как правило, нападает во сне, поэтому человек не успевает спросонья применить заклятье. Ни от хищника, ни от жертвы не остаётся ни следа.

### Сниджет
Сниджет (англ. Snidget) — очень редкий и поэтому охраняемый вид птиц. Совершенно круглый, с очень длинным тонким клювом и блестящими, похожими на жемчужины глазами, золотой сниджет летает чрезвычайно быстро и может менять направление со сверхъестественной скоростью и умением благодаря вращающимся суставам крыльев.
Перья и глаза золотых сниджетов стоят так дорого, что эти птицы были на грани истребления. К счастью, опасность была вовремя замечена, и вид стал охраняемым; самым решительным шагом была замена сниджета на золотой снитч в квиддиче. Заповедники для сниджетов существуют по всему миру.

### Твердолобик
Твердолобик, сварль, нарл (англ. Knarl) — нарла маглы часто ошибочно путают с ежом. Различить их практически невозможно, за исключением одной важной отличительной черты в поведении этих особей: если оставить в саду еду для ежа, то он с удовольствием за неё примется; если же предложить еду нарлу, то он предположит, что хозяин сада пытается заманить его в ловушку, и испортит садовые растения или украшения.

### Тибо
Тибо (англ. Tebo) — бородавочник пепельного цвета, обитающий в Конго и Заире. Он может становиться невидимым, и поэтому ускользнуть от тибо или поймать его трудно; он очень опасен. Кожа тибо высоко ценится волшебниками — из неё делают щиты и защитную одежду.

### Упырь (Барабашка)
Упырь (англ. Ghoul) — несмотря на отталкивающую внешность, в сущности, не является опасным существом. Отчасти он напоминает скользкого огра с торчащими зубами, обитает преимущественно на чердаках и в сараях, принадлежащих волшебникам, где он питается пауками и молью. Он издаёт стоны и время от времени что-нибудь громко роняет, однако, является довольно примитивным существом и в худшем случае просто рычит на того, кто случайно с ним столкнётся. В Отделе регулирования магических популяций и контроля над ними имеется Группа борьбы с упырями, которая выгоняет упырей из помещений, перешедших во владение маглам, впрочем, в семьях волшебников упырь часто становится предметом обсуждения и даже домашними животными.

### Феникс
Феникс (англ. Phoenix) — величественная алая птица величиной с лебедя, у него сверкающий золотой хвост с лимонной подпушкой, длинный, как у павлина, блестящие золотые лапы, острый золотой клюв и чёрные глаза-бусины. Он гнездится на горных вершинах и встречается в Египте, Индии и Китае. Эта волшебная птица обладает многими чудесными способностями, главная из которых — возрождение из пепла. Когда срок жизни феникса подходит к концу, он самовозгорается и сгорает до конца, оставляя от себя кучку пепла. Из этого пепла он и возрождается. В некотором смысле фениксов можно назвать бессмертными, так как после возрождения они сохраняют память и привязанности «старого тела».
Слёзы феникса исцеляют раны, его пение способно воодушевить или утешить, эти птицы могут переносить огромный груз, много больше собственного веса (в книге «Гарри Поттер и Тайная комната» феникс поднял в воздух троих детей и взрослого волшебника, то есть порядка 200 кг), они могут мгновенно перемещаться, исчезая во вспышке пламени и даже более того: если кто-нибудь ухватится за хвост этой птицы, его тоже обхватит пламя, и он перенесётся вместе с фениксом, не получив ожогов. Эта способность действует даже на территории Хогвартса, где волшебники не способны трансгрессировать (этим пользовался Дамблдор, когда должен был скрыться от сотрудников Министерства Магии («Гарри Поттер и Орден Феникса»))(За исключением Альбуса Дамблдора). Фениксы имеют иммунитет к взгляду василиска, их перья могут возникать из ниоткуда в огненной вспышке (например, Фоукс присылает их в качестве предупреждения или условного знака, по просьбе Дамблдора). Также следует отметить, что заклятие Авада Кедавра, отнимающее жизнь у любого существа, на феникса не действует — оно может преждевременно превратить его в птенца, но не убить. Кроме того, перья феникса — прекрасный материал для изготовления волшебных палочек. Волшебными палочками с пером феникса (в частности, Фоукса) пользовались Гарри Поттер и Волан-де-Морт.

### Фестрал

Фестрал

Фестрал (англ. Thestral) — волшебное существо (а точнее скелет лошади, обтянутый чёрной шкурой без всяких признаков мяса), имевший светящиеся белые глаза без зрачков и перепончатые крылья. Морда фестрала похожа на драконью. В отличие от обычных лошадей, у фестралов есть острые клыки.
Обычно фестралы невидимы, и увидеть их может только тот, кто был свидетелем чьей-то смерти.
Фестралы плотоядны, и их привлекает запах свежей крови. Волшебники пользуются этим, чтобы приманить фестралов.
Считается, что фестралы приносят несчастье; однако, как утверждает Хагрид, это лишь суеверие.
Отнесены Министерством магии к разряду опасных существ.
Фестралов можно приручить. Животные из стада, обитающего в Запретном Лесу, везут от станции до школы кареты с учениками, приезжающими в Хогвартс в начале учебного года.
Также на фестралах можно летать верхом. В пятой книге о Гарри Поттере «Гарри Поттер и Орден Феникса» Отряд Дамблдора отправляется на фестралах из Запретного леса в Министерство магии.
По словам Хагрида, Дамблдору также доводилось летать на фестралах.
Стадо фестралов в Хогвартсе поначалу насчитывало одного самца и пять самок, позже они дали потомство. Первый фестрал, родившийся в Запретном Лесу — Тенебрус, любимец Хагрида.
Фестралов могут видеть Полумна Лавгуд (видела смерть матери),Том Реддл (видел смерть своего отца, которого он и убил) Невилл Долгопупс (видел смерть дедушки). В пятой книге их видит и сам Гарри (после смерти Седрика Диггори в «Кубке огня»), а также Теодор Нотт (на уроке Хагрида по уходу за магическими существами).
Согласно книге «Фантастические звери и места их обитания», фестралы — одна из пород крылатых коней.
Владелец фестрала, как и в случае с гиппогрифом, должен регулярно использовать чары Разнаваждения для сокрытия животного от глаз маглов.
В «Гарри Поттер и Дары Смерти» на фестралах летят Гермиона (в обличии Гарри Поттера) и Кингсли, Флёр (в обличии Гарри Поттера) и Билл. В конце книги фестралы с гиппогрифом Клювокрылом выцарапывали глаза великанам Волан-де-Морта.

### Фея
Фея (англ. Fairy) — это маленькое декоративное существо, не обладающее особым интеллектом. Рост фей колеблется от 1 до 5 дюймов. Они очень похожи на маленьких человечков, но при этом щеголяют большими крыльями, как у насекомых. В зависимости от вида фей, эти крылья могут быть прозрачными или разноцветными.
Феи обладают слабой волшебной силой, которую могут использовать для отпугивания хищников, таких как авгуры. Феи довольно сварливы, но, будучи чрезвычайно тщеславными созданиями, они становятся очень послушными, когда их приглашают выступать в качестве украшения. Несмотря на человекообразный вид, феи не умеют разговаривать. Друг с другом они общаются при помощи высокочастотного жужжания.
Фея откладывает за один раз до 50 яиц с нижней стороны листьев. Из яиц вылупляются разноцветные личинки. В возрасте от 6 до 10 дней личинки формируют коконы, из которых через месяц появляются крылатые взрослые особи.

### Флоббер-черви
Флоббер-черви, скучечерви (англ. Flobberworm) — обитают во влажных канавах. Это толстые коричневые черви, достигающие десяти дюймов в длину. Флобберчервь малоподвижен. Один его конец неотличим от другого, и оба выделяют слизь, от которой и происходит их название, иногда используемую для сгущения снадобий.
Любимая еда флобберчервей — салат, хотя они не откажутся и от любой другой растительной пищи.

### Химера

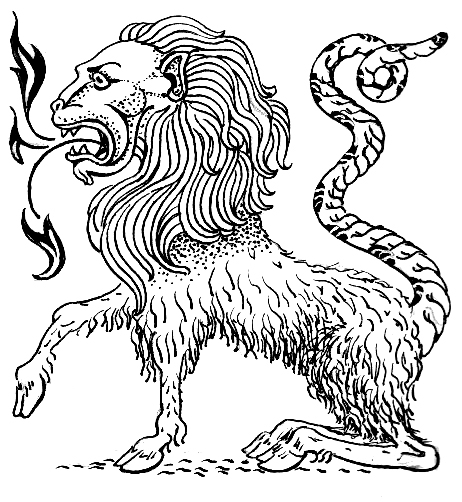
Химера

Химера (англ. Chimaera) — принадлежат к редкому виду греческих чудовищ со львиной головой, козьим телом и драконьим хвостом. Злобные и кровожадные, химеры очень опасны. Известен лишь один случай убийства химеры, но несчастный волшебник, истощённый борьбой, вскоре разбился насмерть, упав со своего крылатого коня (см. ниже). Яйца химер относятся к Классу А: «Товары, не подлежащие продаже».

### Топеройка
Топеройка, хлюпнявка , также жрыль (англ. Dugbog) — живность, обитающая на болотах. Она живёт в Европе и Южной Америке. Пока топеройка неподвижна, она похожа на сухую деревяшку, однако, при ближайшем рассмотрении, видны её ребристые лапы и довольно острые зубы. Передвигается ползком, питаясь, в основном, мелкими млекопитающими. Её укусы оставляют большие раны на лодыжках человека.
И всё же любимой едой топеройки является мандрагора. Известны случаи, когда мандрагораводы поднимали за ботву свои самые лучшие растения и обнаруживали под ней исковерканное месиво. Это был результат работы топероек.

### Хоркламп
Хоркламп (англ. Horklump) — пришли из Скандинавии, но сейчас они широко распространены по всей северной Европе. Они напоминают мясистые розоватые грибы, покрытые редкой, жёсткой, чёрной щетиной. Размножаясь с невероятной скоростью, хорклампы заполоняют обычный сад буквально за пару дней. Они запускают свои жилистые щупальца в землю глубже, чем корни, в поисках своей любимой пищи — земляных червей. Хорклампы — любимое лакомство гномов, и никакой другой экологической ниши, по-видимому не занимают.

### Чёртик
Чёртик (англ. Imp) — встречается только в Великобритании и Ирландии. Иногда его ошибочно принимают за эльфа. Они одного роста (между шестью и восемью дюймами), однако в отличие от эльфа чёртик не умеет летать, и расцветка у него не столь яркая (наиболее распространены чертики тёмно-коричневого или чёрного цвета). Впрочем, и тех, и других отличает склонность к плоским шуткам. Излюбленными местами обитания чёртика являются болота и топи, нередко чёртика можно обнаружить на речном берегу, где он развлекается, толкая и подставляя подножки своим ничего не подозревающим жертвам. Чёртики питаются мелкими насекомыми и в отношении разведения потомства похожи на фей, хотя и не вьют коконов; их детёныши появляются на свет полностью сформировавшимися особями, ростом около дюйма.

### Чизпафл
Чизпафл (англ. Chizpurfle) — это маленькие паразиты размером около 1/12 дюйма, похожие на крабов с большими клыками. Их привлекает магия, и они могут в больших количествах жить в меху шишуг и перьях авгуров. Они также могут проникать в дома волшебников и нападать на такие магические предметы, как волшебные палочки, прогрызая их до волшебной сердцевины, или жить в грязных котлах, жадно поглощая засохшее на стенках магическое зелье. Нашествиями чизпафлов объясняются загадочные поломки многих относительно новых электрических магловских артефактов. Несмотря на то, что чизпафлов достаточно легко уничтожить с помощью нескольких запатентованных зелий, продаваемых на рынке, в случае серьёзных нашествий может понадобиться вмешательство Подразделения по борьбе с паразитами Отдела по контролю волшебных существ, так как распухшие от волшебных веществ чизпафлы могут оказать сильное сопротивление.

### Штырехвост
Штырехвост — волшебное существо, обитающее в Нордфолке, охота на которого является элитным времяпрепровождением. Кормак Маклагген с удовольствием рассказывал профессору Слизнорту как он с отцом и с, тогда ещё будущим, министром магии, Руфусом Скримджером охотились на штырехвостов.

### Яркополз
Яркополз (англ. Streeler) — это гигантская улитка, которая меняет цвет каждый час и оставляет за собой настолько ядовитый след, что он разъедает и выжигает всю растительность, по которой яркополз проползает. Родина яркополза — некоторые африканские страны, хотя он был успешно выращен волшебниками в Европе, Азии и Америке. Те, кому нравятся его калейдоскопические перемены цвета, содержат яркополза как домашнее животное; его яд — одно из немногих известных веществ, которое убивает хорклампа.

## Дракон
Дракон (англ. Dragon) — огромный летающий огнедышащий зверь. Самки обычно крупнее самцов и более агрессивны, но и к тем и к другим лучше не приближаться никому, кроме самых опытных и подготовленных волшебников. Шкура зелёная красная жёлтая , кровь, сердце, печень и рог дракона обладают значительными магическими свойствами, однако яйца драконов относятся к Классу А: «Товары, не подлежащие продаже».
Разводить драконов в домашней обстановке строго воспрещено.
В Румынии есть ферма по разведению драконов, а в банке «Гринготтс» драконы охраняют подземелья.
Известно десять пород драконов, хотя иногда они скрещиваются между собой, давая в результате редкие гибриды. К чистопородным драконам относятся:

### Венгерский хвосторог

Венгерский хвосторог

Венгерский хвосторог (англ. Hungarian Horntail) — наиболее опасный из всех разновидностей драконов, Венгерский хвосторог имеет чёрную чешую и внешне напоминает ящерицу. У неё жёлтые глаза с кошачьими зрачками, рога цвета бронзы, а на длинном хвосте торчат шипы того же цвета. Хвосторог может испускать пламя дальше, чем другие драконы (до 15 м). Его яйца цементного цвета имеют весьма прочную скорлупу — детёныши пробивают себе путь наружу с помощью хвоста, шипы на котором отрастают к моменту рождения. Венгерский хвосторог питается козами, овцами и, при случае, людьми.
Одну самку венгерского хвосторога привезли в Англию специально для первого испытания в Турнире Трёх Волшебников. Этот дракон по жребию выпал Гарри Поттеру.

### Гебридский чёрный
Гебридский чёрный (англ. Hebridean Black) — другая порода Британских драконов более агрессивна, чем их уэльский сородич. Этому дракону требуется около сотни квадратных миль территории. Длиной до тридцати футов, гебридский чёрный покрыт грубой чешуёй, имеет блестящие пурпурные глаза, и вдоль хребта несёт мелкие, но очень острые гребешки. Хвост его оканчивается шипом в форме стрелы, а крылья по форме такие же, как у летучей мыши. Гебридский чёрный в основном питается оленями, но случается, утаскивает крупных собак и даже коров. Волшебники клана Мак-Фасти, живущие на Гебридах на протяжении столетий, по традиции присматривают за этими драконами.

### Китайский огненный шар
Китайский огненный шар (англ. Chinese Fireball) — (также известен как Львиный Дракон). Единственный дракон, обитающий на Востоке, имеет весьма примечательную внешность. Алого цвета, с гладкой чешуёй, он отличается каймой из золотых шипов вокруг курносой морды и чрезвычайно выпученными глазами. Огненный шар получил своё имя за грибовидные языки пламени, которые вырываются у него из ноздрей, когда он разозлён. Он весит от двух до четырёх тонн, самки обычно крупнее самцов. Яйца пунцовые с золотыми блёстками, их скорлупа очень ценится в китайской магии. Огненный шар агрессивен, но к особям своего вида относится терпимее, чем большинство драконов. Иногда он делит территорию с одним или двумя другими драконами. Питается любыми млекопитающими, хотя предпочитает свиней и людей.
Самка китайского огненного шара была доставлена в Англию для первого испытания Турнира Трёх Волшебников в 1994 году и по жребию выпал Виктору Краму

### Новозеландский опаловый глаз
Новозеландский опаловый глаз (англ. Antipodean Opaleye) — опаловый глаз родом из Новой Зеландии, однако известны случаи его миграции в Австралию, когда ему недостаточно территории обитания на родине. Он живёт в долинах, а не в горах, что необычно для драконов. Это дракон средних размеров (весом две-три тонны). Пожалуй, опаловый глаз — самый красивый из всех драконов. Он покрыт радужной чешуёй с жемчужным отливом, а его сверкающие разноцветные глаза не имеют зрачков, отсюда и его название. Этот дракон испускает очень яркое алое пламя, однако по драконьим стандартам он не слишком агрессивен и убивает только, когда голоден. Его любимая еда — овцы, но нападает он и на более крупную добычу. Волна убийств кенгуру в конце 1970-х приписывается самцу Опалового Глаза, которого вытеснила с его территории самка. Яйца опалового глаза бледно-серого цвета и могут быть опрометчиво приняты маглами за ископаемые.

### Норвежский горбатый дракон (гребнеспин)
Норвежский горбатый (англ. Norwegian Ridgeback) — (также известен как норвежский спинорог), во многом напоминает Хвосторогу (например, чёрным цветом тела), но вместо хвостовых шипов он украшен выступающими на спине гребнями иссиня-чёрного цвета. Обладает на зубах опасным, но не смертельным ядом, вызывающим боль и опухоль. Необычайно агрессивный по отношению к особям своей же породы, в наши дни это один из самых редких видов драконов. О спинороге известно, что он нападает почти на всех крупных сухопутных животных, а также, что необычно для драконов, охотится и на водных обитателей. Согласно неподтверждённому рапорту в 1802 году у побережья Норвегии спинорог унёс детёныша кита. Яйца спинорога чёрного цвета. Способность выдыхать огонь проявляется у детёнышей раньше, чем у других пород (спустя несколько секунд после вылупления из яйца, что, впрочем, было показано в одном из фильмов).
Этой породы был любимец Хагрида — Норберт, который позже оказался девочкой, и её переименовали в Норберту.

### Перуанский ядозуб
Перуанский ядозуб (англ. Peruvian Vipertooth) — это самый маленький из известных драконов и самый быстрый в полёте. Не более пятнадцати футов в длину, перуанский ядозуб покрыт гладкой чешуёй медного цвета с чёрными отметинами вдоль хребта. Рога у него короткие, а вот зубы довольно ядовитые. Ядозуб охотно поедает коз и коров, но питает пристрастие к людям, в результате чего в конце XIX века Международная Конфедерация Волшебников была вынуждена направить специалистов, чтобы сократить поголовье ядозубов, растущее с пугающей быстротой.

### Румынский длиннорог
Румынский длиннорог (англ. Romanian Longhorn) — чешуя длиннорога тёмно-зелёного цвета. У него растут длинные, блестящие рога, которыми он пользуется, чтобы забодать добычу перед тем, как поджарить её. Растёртые в порошок, эти рога высоко ценятся в качестве ингредиентов для зелий.
Природная территория обитания длиннорогов ныне превращена в заповедник мирового значения, где волшебники разных наций изучают вблизи драконов всех разновидностей. Длиннорогу была посвящена интенсивная программа искусственного разведения, поскольку его численность в последние годы сильно сократилась в результате торговли рогами. Теперь эти рога отнесены к Классу Б: «Товары, разрешённые к продаже».

### Украинский бронебрюх
Украинский бронебрюх (англ. Ukrainian Ironbelly) — самый большой из всех драконов, бронебрюх достигает весом шести тонн. Толстый и более медленный в полёте, чем ядозуб или длиннорог, бронебрюх тем не менее чрезвычайно опасен, поскольку в состоянии раздавить своим весом дом. Чешуя серая с металлическим отливом, глаза густого красного цвета, когти весьма длинны и опасны. За бронебрюхами ведётся постоянное наблюдение силами магического Магистрата Украины ещё с тех пор, когда в 1799 году бронебрюх утащил в Чёрное Море парусник (к счастью, пустой). В фильме «Гарри Поттер и Дары Смерти 2» такой дракон охранял сейфы в «Гринготтсе».

### Валлийский зелёный
Валлийский зелёный обыкновенный (англ. Common Welsh Green) — окраска валлийского зелёного хорошо сочетается с сочными травами его родины. Известно, что у этого дракона очень гладкая чешуя, но обычно он гнездится выше в горах, где для его сохранения был создан заповедник. Не считая Илфракомбского инцидента, этот вид один из наименее опасных, поскольку, как и Опаловый Глаз, он охотится на овец и активно избегает людей, если его не провоцировать. Валлийский зелёный отличается легко узнаваемым и весьма мелодичным рёвом. Испускает пламя в виде тонких струй. Яйца валлийского зелёного грязно-коричневого цвета, с зелёными крапинками.
Самка валлийского зелёного дракона была привезена в Англию в 1994 году для первого испытания Турнира Трёх Волшебников и по жребию выпала Флёр Делакур.

### Шведский тупорылый
Шведский тупорылый, «Шведский короткокрылый» (англ. Swedish Short-Snout) — симпатичный дракон серебристо-голубой окраски с рогами того же цвета. Ценится из-за своей кожи, из которой изготавливают защитные перчатки и щиты. Пламя, выдыхаемое из ноздрей, ярко-голубого цвета и способно испепелить дерево или кость за считаные секунды. Короткорылу приписывается меньше человеческих жертв, чем другим драконам, но это едва ли его заслуга, поскольку он предпочитает жить в диких, необитаемых горных местностях.
Самка шведского тупорылого дракона была привезена в Англию для первого испытания Турнира Трёх Волшебников в 1994 году и по жребию выпала Седрику Диггори.Гиппогриф-I love you

## Разумные волшебные существа

### Вампиры
Вампиры обладают способностью управлять болью человека. Другие данные отсутствуют.

### Вейла
Вейла (англ. Veela) — существо, в спокойном состоянии похожее на прекрасную обворожительную женщину. Голос, пластика движений, взгляд вейлы заставляют окружающих смотреть только на неё, будто на величайшее чудо. Редкий мужчина способен противостоять магии вейлы, особенно если она захочет, шутки ради, покорить его сердце. Но вот разгневанная вейла выглядит совершенно иначе. Лицо её вытягивается в остроклювую злобную птичью голову, а из плеч вырастают чешуйчатые крылья. К тому же в этом состоянии вейла может и зашвырнуть в обидчика горстью магического огня. Они с рождения владеют приёмами своеобразного гипноза: привороту с помощью взгляда и голоса. Именно поэтому вейлы редко имеют врагов, им проще очаровать собой человека, чем вступать с ним в войну.
Волосы вейлы можно использовать как «начинку» для волшебных палочек (одно это говорит о том, насколько магически сильны вейлы), но мастер Олливандер говорит, что палочки с волосом вейлы внутри получаются очень уж темпераментные.
Вейлы — одна из магических рас. Эта раса уникальна в первую очередь тем, что не имеет представителей мужского пола — в семье вейлы рождаются либо девочки-вейлы, либо мальчики, имеющие расу своего отца.

### Великаны

Великан Грохх

Великаны (англ. Giants) — существа огромного роста, очень похожие на людей, за исключением волос: у великанов они короткие и курчавые, зелёного цвета. Размер головы по сравнению с туловищем очень мал и имеет форму шара. Издали спящих великанов принимали за холмы, поросшие мхом. Великаны почти не реагируют на оглушительные заклинания. Ко времени событий, описываемых в книгах, в Европе осталось не больше шести десятков великанов.
Зафиксированы случаи рождения детей от смешанных человеческо-великанских союзов. Обычно влюблённому волшебнику приходится пить оборотное зелье (на великанов и полувеликанов оно не действует).
Несмотря на общую низкую образованность великанов, известны весьма интеллектуальные великаны. Например, мадам Максим является директором магической школы Шармбатон. Рубеус Хагрид также имеет долю великанской крови, сын великанши Фридвульфы, Рубеус не смог доучиться в Хогвартсе, хотя позже некоторое время преподавал в нём предмет «уход за магическими существами». Великанам доступны человеческие чувства: когда Хагрид повстречал своего брата Грохха, притесняемого сородичами за маленький рост, он забрал его к себе.

### Гоблин
Гоблин (англ. Goblin) — волшебное существо небольшого роста с удлинёнными ступнями и кистями, со смуглой кожей. Также они обладают головой, которая по размерам больше человеческой. Они отличные ремесленники (слова «вещь гоблинской работы», кстати, Меч Гриффиндора — одна из них, звучит как аттестация высокого качества), прижимистые скопидомы, умные и не слишком общительные.
Об интересной особенности мировоззрения гоблинов рассказывает Билл Уизли, который долгое время с ними работал бок о бок в различных отделениях банка «Гринготтс». Оказывается, гоблины (здесь явно просматривается пародия на современных производителей программного обеспечения, аудио- и видеопродукции) считают сделанную ими вещь раз и навсегда принадлежащей гоблинам. Даже если за работу им заплачено сполна, они полагают это как бы платой за аренду, и после смерти заплатившего считают вещь опять своей. Идею передачи вещей, сделанных гоблинами, по наследству гоблины не приемлют в принципе.

### Дементор

Дементор в купе поезда «Хогвартс-Экспресс»

Дементоры (англ. Dementors) — существа, долгое время охранявшие Азкабан, тюрьму для магов. В книге упоминается бледная покрытая слизью и струпьями кожа. Известно, что у дементоров нет глаз. Живут во тьме и гнили, принося уныние и смерть. Страшны тем, что высасывают душу из всего живого. При приближении дементора человек испытывает холод, а также необъяснимые приступы страха и отчаяния. Они питаются радостью и счастьем, оставляя взамен боязнь и уныние. Изгнать дементора может Патронус, вызванный заклинанием «Экспекто Патронум».
Классификация Министерства магии: XXXX
Название
Demens (лат. ) — безумный, сумасшедший, лишённый рассудка; либо лишающий рассудка (от de- (лат. ) — приставка, означающая устранение, лишение + mens (лат. ) — рассудок + -or — окончание, означающее, что слово является названием рода деятельности, профессии).
Деменция — это приобретённое, как правило старческое, слабоумие.
Кроме того, можно найти связь со словом демон, звучащее как в латыни, так и в английском одинаково.

### Домовой эльф

Домашний эльф Кикимер

Домовые эльфы (англ. House elves) — человекообразные магические существа. Очень маленького роста, обычно лысые (даже женщины), с огромными ушами, напоминающими крылья летучих мышей, и сморщенными мордами. Обладают своей, эльфийской магией и, видимо, способны на такое волшебство, на которое не способны маги-люди, при этом обходятся без волшебной палочки.
По именам нам известны четверо домовых эльфов. Это Добби, Кикимер и женщины-эльфы Винки и Похлеба.
Эльфы, вероятно, сохранили свой язык. Этим объясняется их не вполне правильное употребление английского. Так эльфы почти никогда не употребляют местоимений, даже о себе они говорят в третьем лице. Винки к тому же ещё и употребляет глаголы в инфинитиве, что звучит совершенно по-иностранному.
Домовые эльфы не принадлежат сами себе. Они — вечные, «наследственные» рабы какой-либо волшебной семьи. Исключение составляет колония эльфов Хогвартса, но разница состоит только в том, что эльфы Хогвартса являются собственностью не какой-то отдельной семьи, а всей школы. В знак рабства домовики не имеют права носить нормальную одежду. Наготу они прикрывают то наволочкой, то полотенцем, то просто тряпицей. Существует некий магический контракт между членами определённой волшебной семьи и принадлежащим этой семье домовиком. По этому контракту эльф не может (даже если очень захочет) ослушаться прямого приказа хозяина, не может раскрыть семейные тайны, не может покинуть дом навсегда. Контракт разрывается, если хозяин дал эльфу какую-либо одежду.
Когда Гермиона Грейнджер узнаёт о рабстве домашних эльфов, то начинает горячо бороться за их освобождение и создала общество «Г. А. В. Н. Э.» или «П. У. К. Н. И.». Правда, она не встречает в этом поддержки ни своих друзей, ни одноклассников, ни даже Хагрида. Более того, когда она пытается хитростью дать эльфам одежду или говорит об их праве получать плату за свою работу, её идеи вызывают у «угнетённых» только возмущение. Как ни странно, но очень мало эльфов хотят стать свободными. Большинство домовиков относятся к своим хозяевам с раболепием: готовы перенять на себя все заботы по дому, с радостью выполнить любое их приказание, предупредить малейшее их желание.

#### Добби

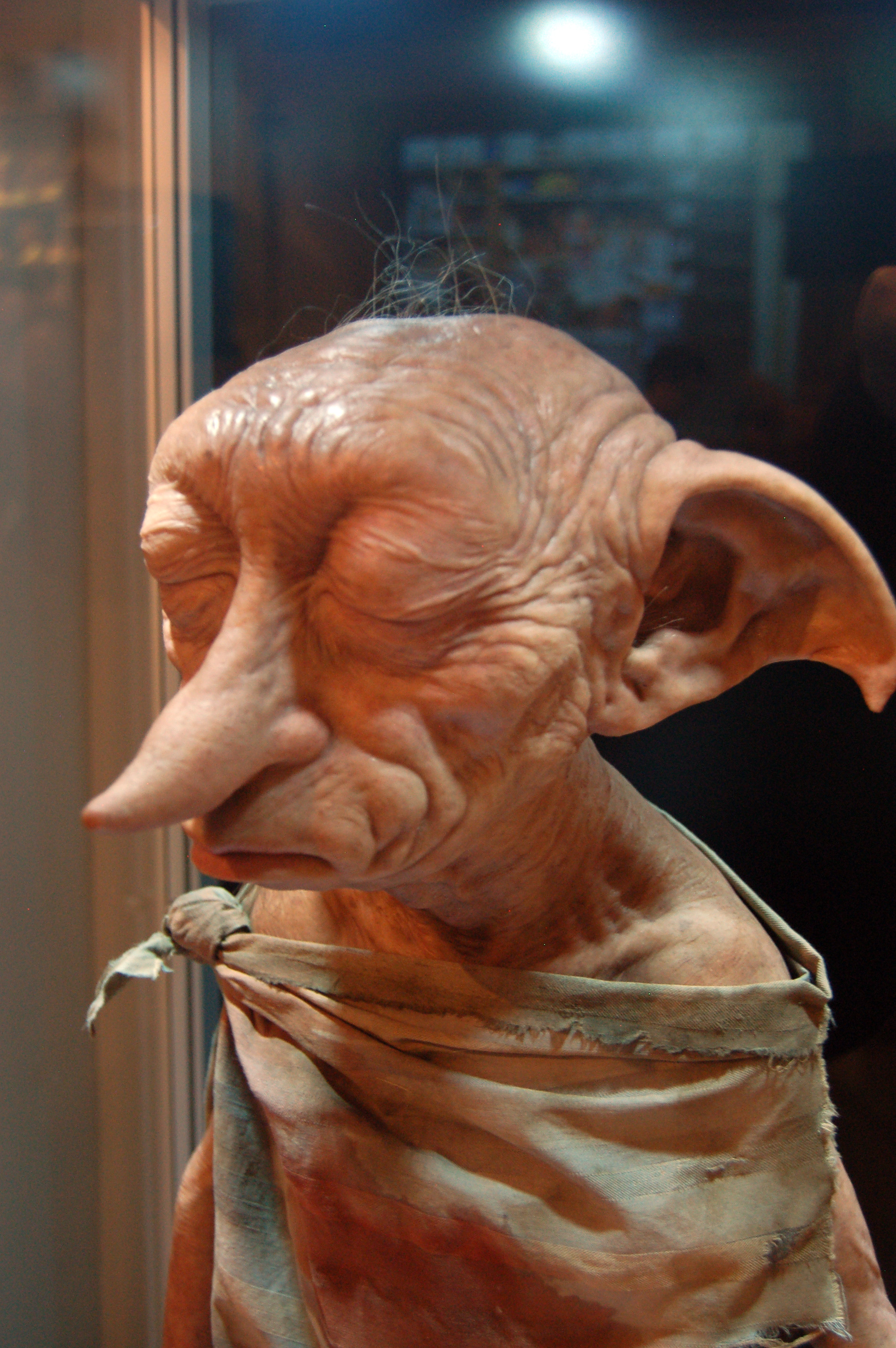
Домашний эльф Добби

Добби ― домашний эльф семьи Малфоев. Впервые он появляется в фильме «Гарри Поттер и Тайная комната», чтобы отговорить Гарри от возвращения в Хогвартс. Позже Добби пытается удержать Гарри подальше от Хогвартса, волшебным образом запечатав скрытый вход на платформу 9 и 3/4. Во время матча по квиддичу Добби заколдовывает Бладжер, чтобы преследовать Гарри, надеясь нанести ему достаточно травм, чтобы его отправили домой; но Бладжеру удается только сломать Гарри руку. Добби раскрывает секрет, что, когда порабощенный домашний эльф получает предмет одежды от своего хозяина, он впоследствии освобождается. Когда Гарри обнаруживает, что хозяин Добби ― Люциус Малфой, он обманом заставляет Малфоя освободить Добби, подвиг, который обеспечивает ему бессмертную преданность домашнего эльфа. Теперь он был готов спасти Гарри Поттера, даже если это означало бы рисковать его жизнью, потому что, в конце концов, «Гарри Поттер освободил Добби!»

### Кентавр

Кентавр Флоренц в Запретном лесу

Кентавр (англ. Centaur) — волшебное существо, упоминающееся ещё в мифах Древней Греции. Выглядит как лошадь, у которой вместо шеи и головы находится торс человека. Таким образом кентавр имеет одну человеческую голову, две руки, две грудные клетки, два живота, четыре лошадиные ноги, один набор мочеполовых органов и один хвост.
Также нет упоминаний о какой-либо одежде кентавров. Если только не считать одеждой лук и тул для стрел.
Кентавры живут табунами. Это очень гордый народ, вечно противопоставляющий себя людям. Они пытаются настойчиво доказать, что они лучше и умнее людей.
Табун Запретного Леса
По именам названы:
- Магориан — широкоскулый, с длинными чёрными волосами, лошадиное тело гнедой масти; обладает авторитетом среди кентавров. Его позиции не окрашены таким максимализмом, как у Бейна, но по основным положениям он с ним согласен.
- Флоренц — белокурый, голубоглазый, с белым лошадиным телом и чёрными пятнами. Он заметно моложе Ронана и Бейна. Способен объективно взглянуть на весь мир вообще и на проблемы кентавров в частности. Не поддерживает всю эту истерию с самоопределением. Дружен с Дамблдором.
- Бейн — черноволосый, чернобородый, с вороным телом; ярый сторонник независимости и исключительности кентавров, и поэтому — противник сотрудничества с людьми.
- Ронан — рыжеволосый и рыжебородый, лошадиное тело тоже рыжее. Поддерживает Бейна и Магориана, так же, впрочем, как и большинство кентавров.

Впервые кентавры появляются в 15-й главе первой книги. На расспросы Хагрида о раненом единороге Ронан и Бейн отвечают весьма уклончиво: «Марс нынче слишком яркий». В их понимании всё сказано: Марс, который астрология связывает с войной, кровью, горем предрекает чью-то гибель и от этого не уйти. И вмешиваться в предначертанное кентавры не собираются. Флоренц, который не только помешал убийце единорога напасть на Гарри Поттера, но и подкинул ему весьма существенную «информацию к размышлению», вызывает гнев Бейна тем, что привёз мальчика верхом на себе, «будто распоследняя верховая кляча!»
В следующих трёх книгах кентавры только упоминаются. Снова они появляются как действующие лица только тогда, когда Хагрид, познакомив Гарри и Гермиону с великаном Гроххом, возвращается вместе с ними к замку. Между этой встречей и вышеописанной не только прошло четыре года, но и произошло два важных события: Грохх поселился в Запретном Лесу и Флоренц принял предложенный Дамблдором пост преподавателя прорицаний. Бейн, Маргориан и другие рассорились с Хагридом не на шутку: неуправляемый великан, которого неизвестно зачем и откуда привёл Хагрид, сделал жизнь кентавров весьма неспокойной. Это не могло не вызвать неудовольствия всего табуна. Отношения у них стали натянутыми. А тут ещё и Флоренц по мнению кентавров предал и обесчестил свой народ. Стадо, вероятнее всего, линчевало бы отступника, не вмешайся в избиение Хагрид. Спасший от смерти предателя сам не сильно от предателя отличается. Рубеус становится для кентавров «персоной нон грата», они велят ему покинуть «наш лес» и прихватить с собой этого ненавистного великана. Лишь присутствие «жеребят» Гарри и Гермионы спасают Хагрида от расправы: по старинным законам кентавров, они никогда не нападают на детей и считают убийство невинных тягчайшим из преступлений.
Пару месяцев спустя Гермиона заманивает в Запретный Лес Долорес Амбридж, надеясь с помощью кентавров от неё отделаться. Привлечённые шумом (Гермиона старалась как можно громче кричать, ломать кусты, шуршать листвой), на полянке, куда пришли Гермиона, Гарри и Амбридж, появляются Бейн, Магориан и другие. Высокомерное отношение Генерального Инспектора и её спесивые высказывания в адрес «грязных животных» взбесили и без того не мирно настроенных кентавров. Стадо утаскивает куда-то в чащу перепуганно вопящую Амбридж. И тут Гермиона признаётся: она надеялась на помощь кентавров. Магориан рассержен, что их попросту использовали (по крайней мере он так расценивает поступок Гермионы), и неизвестно, чем бы вся эта история кончилась, если бы на поляну не вышел Грохх. Он разыскивал Хагрида и, увидев Гермиону, захотел взять её в руку и поднести поближе к глазам, чтобы лучше рассмотреть… Шаря по земле он задел одного из кентавров. Те, перепуганные, начали стрелять в великана, и совершенно забыли о ребятах.
Несколько дней спустя Альбус Дамблдор в одиночку отправился в Запретный Лес и забрал у кентавров Долорес Амбридж.
Этот нейтралитет они выдерживают вплоть до самой Битвы за Хогвартс, когда кентавры присоединяются в конце концов к защитникам замка.

### Оборотень

Римус Люпин в образе оборотня

Оборотень (англ. Werewolf) — человек, страдающий неконтролируемыми превращениями в волка во время полнолуния. Во время этих превращений утрачивает всякую связь со своей человеческой сущностью, превращаясь в злобного и агрессивного зверя. Передаётся оборотничество путём попадания в кровь слюны больного индивидуума в активной стадии.
К больным именно этой болезнью маги относятся крайне отрицательно. Существует стойкая неприязнь «обычных людей» к этим несчастным. Их сторонятся, стараются не принимать на работу, к ним относятся как к прокажённым. Неудивительно, что многие оборотни чувствуют себя комфортно только с себе подобными, постепенно теряя всё человеческое в своём облике.

### Тролль

Тролль

Тролль (англ. Troll) — огромное и тяжёлое сильное магическое существо с тусклой гранитно-серой кожей, бугристым телом, напоминающим валун, и крошечной лысой головой. У тролля короткие ноги толщиной с дерево и плоские мозолистые ступни. Тролли глупые и агрессивные создания, но из них, при надлежащем обучении, выходят хорошие охранники. Передвигаются тролли медленно, могут использовать деревянную дубину или другой предмет в качестве оружия.
Одного такого профессор Квиррелл запустил в Хогвартс, чтобы получить доступ к философскому камню.
Ещё один (крупнее и сильнее вышеупомянутого) охранял философский камень и был нейтрализован Квирреллом.
Трёх других поставили охранять вход в гостиную Гриффиндора, когда на Полную Даму напал Сириус Блэк, а заменивший её сэр Кэдоган пропустил того же Блэка в спальни.
Долорес Амбридж, по слухам, приставила троллей-охранников к конфискованной метле Гарри Поттера после того, как близнецы Уизли забрали из её кабинета свои (конфискованные вместе с метлой Гарри) с помощью манящих чар.

### Сфинкс
Сфинкс (англ. Sphinx) — мифическое существо с головой женщины, телом льва и крыльями грифона. Сохранились знаменитые египетские скульптуры, изображающие сфинкса и греческие легенды, рассказывающие о нём. Сфинксы — прекрасные охранники, которые обладают разумом, но очень агрессивны. Они убьют всякого, кто не сможет ответить на загаданную загадку. В третьем туре Турнира Трёх Волшебников Гарри Поттеру пришлось отгадывать загадку Сфинкса, чтобы она пропустила его на поляну, где стоял Кубок огня — главный приз состязания. Загадка была загадана в виде шарады:

Мой первый слог проворней всех слывёт по праву —

Он очень быстр на руку, ногу и расправу;

Второй мой слог есть плод окружности решений — 

Её с диаметром законных отношений.

Мой третий слог — абстрактно названный мужчина — 

Ни цвета кожи, ни фамилии, ни чина.

Сложив их вместе, существо ты образуешь, 

Какое ты скорей умрёшь, чем поцелуешь.

Ответом служило слово «скор-пи-он».

### Подводный народ

Русалка

Подводный народ, русалиды (англ. Merpeople) — в серии романов о Гарри Поттере названы тритоны, русалки, водяные, мероу, сирены и шелки — мужчины и женщины с рыбьими хвостами и зелёными волосами. Большая колония водяного народа живёт в озере на территории Хогвартса. В русалочьей деревне есть даже одомашненные гриндилоу: они выполняют обязанности сторожевых псов. У водяного народа есть свой язык, который на суше человеческое ухо воспринимает как не слишком приятный скрежет. Чтобы понять этот язык, нужно слушать его под водой.
Чистокровные волшебники, которые кичатся чистотой своей крови, весьма неодобрительно относятся к водяному народу, как, впрочем, и ко всем «полулюдям».

### Хедвиг

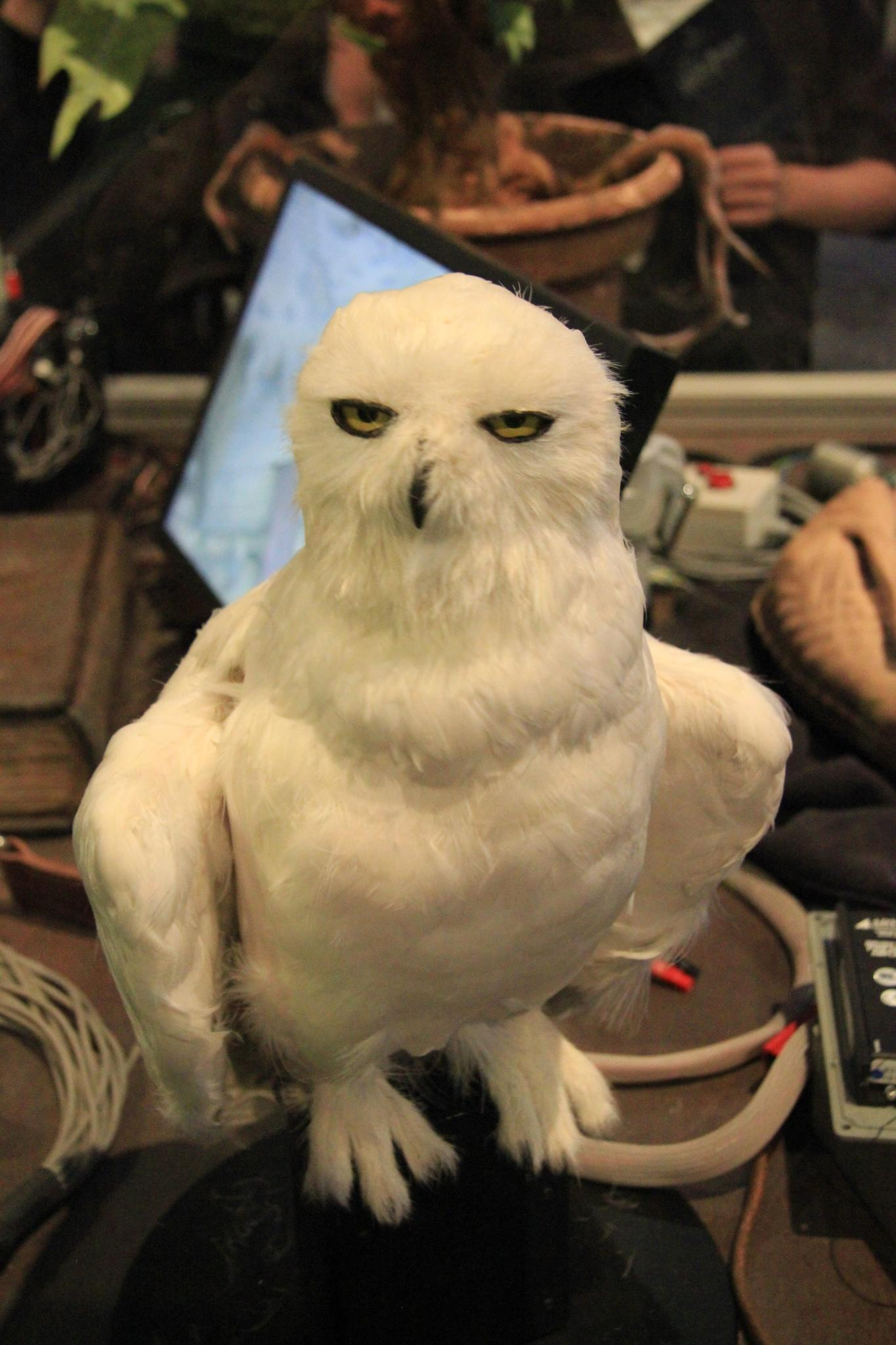
Хедвига

Хедвиг ― снежная сова Гарри, подаренная ему в книге «Гарри Поттер и философский камень» на одиннадцатый день рождения Рубеусом Хагридом, который купил ее в Косом переулке. Гарри дал ей это имя, вычитав его в книге по истории магии. Хедвига используется для доставки сообщений на протяжении всей серии, а также служит компаньоном Гарри, особенно когда он не может взаимодействовать с другими волшебниками. Во всех книгах подразумевается, что Хедвига может полностью понять речь Гарри. В пятой книге, «Гарри Поттер и орден феникса» , Хедвига перехватывается Долорес Амбридж и получает травму, но позже исцеляется профессором Граббли-Планком. В седьмой книге «Гарри Поттер и Дары Смерти» Хедвигу убивают проклятием Пожирателем Смерти, в киноверсии она погибает, защищая Гарри от Пожирателей смерти. По словам Роулинг, смерть Хедвиги знаменует потерю невинности Гарри.
В фильме Хедвигу играют самцы сов, так как самки снежных сов имеют темные пятна оперения, в то время как самцы полностью белые. Композиция Джона Уильямса, которая служит заглавной темой для всей серии фильмов, называется «Hedwig's Theme» (Тема Хедвиги).
В русском переводе Хедвига (оригинал Hedwig) названа Буклей. Видимо, это адаптация к русскому читателю. Сама Роулинг в интервью говорила, что давала совам исключительно скандинавские имена.

## Потусторонние волшебные существа

### Банши
Банши (англ. Banshee) — женщина с длинными, до пола, чёрными волосами и обглоданным, с прозеленью лицом-черепом, издаёт потусторонние завывания. Персонаж ирландской мифологии.
Считается, что крик банши — предзнаменование смерти, в самой же банши ничего страшного нет. Боггарт Симуса Финнигана.

### Боггарт
Боггарт, призрак (англ. Boggart) — это разновидность привидений. Никто не знает, как он выглядит на самом деле, потому что боггарт меняет свою форму в зависимости от того, кто перед ним стоит.
Боггарт отличается от прочих привидений тем, что умеет превращаться в существо, объект или предмет, которого человек боится больше всего. Они обычно обитают в закоулках дома, под кроватью, в ящике под умывальником, в шкафах, иногда даже в футляре от напольных часов, так как любят темноту. Пока боггарт находится, допустим, в шкафу, он ещё ничего из себя не представляет, поскольку не знает, кого и чем будет пугать. Также у людей есть преимущество, когда их много, поскольку боггарт не знает, чей страх выбрать, а самое лучшее оружие против боггарта — это смех. Существует и специальное заклинание против боггарта. Надо представить какую-то деталь, которая сделает страшилище посмешищем и произнести: «Риддикулус».
Боггарты некоторых персонажей:
- Гарри Поттер — дементор (после встречи с ним в книге «Гарри Поттер и узник Азкабана»).
- Рон Уизли — акромантул
- Гермиона Грейнджер — профессор МакГоннагалл, сообщающая, что она (Гермиона) не сдала экзамены
- Римус Люпин — полная луна
- Симус Финниган — ведьма-банши
- Парвати Патил — мумия, большая кобра (третий фильм)
- Дин Томас — оторванная рука
- Невилл Долгопупс — Северус Снегг
- Молли Уизли — (в книге «Гарри Поттер и Орден Феникса») смерть мужа, детей и Гарри (боггарту есть, что выбирать)
- Альбус Дамблдор — смерть сестры Арианы
- Габриэль Делакур — смерть родственников
- Фред Уизли — смерть Джорджа
- Джордж Уизли — смерть Фреда
- Джинни Уизли — смерть Гарри
- Северус Снегг — смерть Лили Поттер
- Нимфадора Тонкс — потеря способностей метаморфа

### Болотный фонарник
Болотный фонарник — одноногое, будто составленное из струек дыма существо, хрупкое и безобидное на вид. Принадлежит к классу призраков. Появляется на болотах преимущественно в тёмное время суток. Держит в руке горящий фонарь и, прыгая с кочки на кочку, заманивает путников в трясину.

### Инфернал

Инфернал в пещере Волан-де-Морта

Инферналы (англ. Inferi) — оживлённые с помощью заклинания (или заклинаний) тела умерших. Очевидно, нет разницы, кем были эти люди при жизни: магами или маглами. Инферналы действуют по велению волшебника, их создавшего. Нечто вроде зомби. Их нельзя убить, многие заклинания на них почти не действуют. Однако, как и всякие порождения мрака, инферналы боятся света и тепла, и с ними можно бороться с помощью огня.

### Каппа
Каппа (англ. Kappa) — это японский водяной демон, обитающий в мелководных прудах и реках. Часто описывается как обезьяна с рыбьей чешуёй вместо меха. На голове у каппы имеется углубление, заполненное водой.
Каппа питается человеческой кровью, но его можно убедить не причинять вреда, если бросить ему огурец, на котором будет вырезано имя его жертвы. При борьбе с каппой волшебнику следует обманом вынудить каппу наклониться — если каппа это сделает, то вода из ямки на голове выльется, и он мгновенно лишится своей силы.

### Клинохвост
Клинохвост, сукохвост, штырехвост (англ. Nogtail) — это демоны, живущие в сельской местности по всей Европе, России и Америке. Они похожи на небольших поросят с короткими ножками, толстыми хвостами и маленькими чёрными глазками. Клинохвост заползает в свинарник и пристраивается к свиноматке среди её собственных детёнышей. Чем дольше клинохвост не найден и чем крупнее он вырос, тем больше вред, причинённый ферме, на которой он обосновался.
Клинохвост — исключительно шустрое создание, его очень трудно поймать. Можно разве что прогнать его за пределы фермы с помощью белоснежной собаки — тогда он никогда не вернётся. Отдел по контролю волшебных существ (Подразделение по борьбе с паразитами) держит дюжину ищеек-альбиносов специально для этой цели.

### Красные колпаки
Красные колпаки, красношапы (англ. Red caps) — Свирепые карлики, убивающие своих жертв дубинами, водятся там, где пролилось много крови (например, на полях давних сражений)

### Полтергейст
Полтергейст (нем. Poltergeist — «шумящий дух») — феномен, проявляющийся беспорядочным перемещением предметов, странными «потусторонними» звуками «из ниоткуда» и даже разрушительными последствиями в помещениях. Полтергейст как явление известен с древности. В книгах о Гарри Поттере полтергейст представлен вполне «овеществлённым» персонажем Пивзом, который любит вытворять свои проказы «на глазах у изумлённой публики» и доставлять весьма ощутимые неприятности.

### Привидения
Привидения (англ. Ghost) — это как отпечаток души умершего волшебника, оставленный на земле. Привидения не дышат, не едят и не пьют. Но это состояние имеет и свои плюсы: бесплотные духи могут просачиваться сквозь стены и свободно разговаривать под водой. Привидениями становятся люди, которые боятся своей смерти (судя по этому, Волан-де-морт стал привидением.)
Больше информации о привидениях мы узнаём из уст Почти Безголового Ника. После смерти Сириуса в пятой книге Гарри, отчаянно надеясь увидеть крёстного, расспрашивает Ника о привидениях. Ник сообщает Гарри, что привидением может стать только волшебник. Он поясняет, что просто испугался смерти и застрял меж двух миров, а Сириус «пойдёт дальше». Сам Ник ничего не знает о тайнах смерти, поскольку выбрал убогую имитацию жизни.
Куда это, «дальше», Гарри узнаёт только через два года, когда сам окажется за чертой жизни.(Гарри Поттер и Дары Смерти, глава Кингс-Кросс)

### Подгребин
Подгребин (англ. Pogrebin) — русский демон, едва с фут высотой, волосатым телом, но гладкой серой непропорционально огромной головой. Подгребин, когда затаится, похож на круглый глянцевый камень. Люди привлекают Подгребинов, и те следуют за людьми по пятам, получая от этого удовольствие, пребывая в их тени и мгновенно замирая, едва лишь обладатель тени оглянется назад.
Если подгребину будет позволено преследовать человека достаточно долго, человеческую душу охватит чувство полной бесполезности, и она в конце концов погрузится в состояние апатии и безнадёжности. Когда жертва прекращает ходьбу и опускается на колени, дабы оплакать бесцельность всего сущего, подгребин вспрыгивает на неё и пытается сожрать.
Тем не менее, Подгребина легко отразить простой ворожбой или Оглушающим заклятьем. Эффективным считается также удар ногой.

## Магическая сущность

### Патронус

Вызов бестелесного Патронуса Гарри Поттером

Патро́нус (от лат. patronus — «защитник, заступник, покровитель») — магическая сущность, вызываемая заклинанием «Экспе́кто Патро́нум». Служит защитой от дементоров, смеркутов и некоторых других злых существ. Патронус (Защитник) — это такая положительная сила, проекция всех тех чувств, которыми кормятся дементоры: надежды, счастья, жажды жизни. При этом, в отличие от человеческих существ, Заступник не может чувствовать отчаяния, именно поэтому дементоры не способны нанести ему вред. Патронуса под силу вызвать только сильному, опытному волшебнику, так как это очень сложная магия. Для вызова Патронуса нужно как можно отчётливее воскресить в памяти свои самые счастливые воспоминания и произнести заклинание «Экспекто Патронум». Слабые Патронусы имеют вид тонкой серебряной струйки, которая способна некоторое время не давать дементорам приблизиться к волшебнику. Более сильные, телесные, Патронусы способны прогнать дементоров, сколько бы их ни было. Телесные Патронусы имеют вид различных светящихся животных, что зависит от личности волшебника, вызвавшего Патронуса.
Существуют также говорящие Патронусы — Патронусы, способные передавать сообщения другим волшебникам голосом своего создателя.
Вероятно, облик Патронуса может изменяться под действием очень сильных чувств или переживаний волшебника. Так, к примеру, Патронус Северуса Снегга принял вид безрогой лани — Патронуса Лили Эванс, которую Снегг любил до конца своей жизни, а Патронус Нимфадоры Тонкс — вид её будущего мужа Римуса Люпина в облике оборотня.
В игре «Гарри Поттер и Тайная комната» есть карточка с изображением волшебника по имени Андрос Непобедимый. Это единственный колдун который научился вызывать Патронуса гигантских размеров.

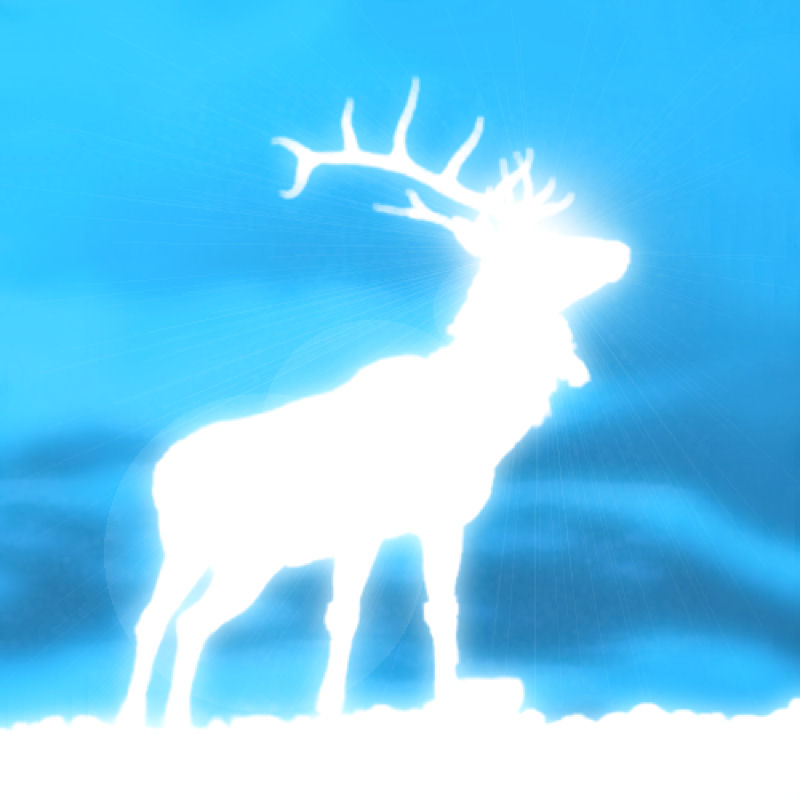
Телесный Патронус Гарри Поттера

В переводе с латинского Expecto Patronum означает: EXPECTO — ожидаю (от лат. expectare), PATRONUM — защитник в вин. падеже, то есть, «ожидаю защитника».
Патронусы персонажей
- Гарри Поттер — олень
- Рон Уизли — терьер
- Гермиона Грейнджер — выдра
- Северус Снегг — безрогая лань
- Лили Эванс — лань
- Джеймс Поттер — олень, лань (предположительно)
- Полумна Лавгуд — заяц
- Симус Финниган — лис
- Эрни Макмиллан — кабан
- Аберфорт Дамблдор — козёл
- Минерва Макгонагалл — кошка
- Долорес Амбридж — персидский кот
- Артур Уизли — горностай
- Кингсли Бруствер — рысь
- Чжоу Чанг — лебедь
- Джинни Уизли — лошадь
- Альбус Дамблдор — феникс
- Гораций Слизнорт — золотая рыбка
- Люциус Малфой — павлин
- Аластор Грюм — пантера
- Нимфадора Тонкс – волк (ранее американский заяц)
- Римус Люпин – волк
- Фред Уизли – сорока
- Джордж Уизли – сорока
- Молли Уизли – белка
- Седрик Диггори – лис
- Невилл Долгопупс – медведь
- Перси Уизли – попугай
- Лаванда Браун – канарейка
- Квиринус Квирелл – голубь
- Рубеус Хагрид – кабан
- Сивилла Трелони – орёл

Гарри Поттер и узник Азкабана
- Заклинание впервые применено профессором Люпином в Хогвартс-экспрессе, когда тот отогнал дементора от купе, где сидели Гарри, Рон и Гермиона.
- После неудачного матча по квиддичу против Пуффендуя профессор Люпин взялся обучать Гарри этому заклинанию, и Гарри к следующему матчу против Когтеврана неплохо его усвоил и применил против Малфоя, Крэбба, Гойла и Маркуса Флинта, переодевшихся дементорами.
- Когда дементоры собирались «поцеловать» Сириуса Блэка на берегу школьного озера, Гарри безуспешно пытался вызвать Патронуса, однако позже, вернувшись назад во времени с помощью Маховика времени в этот же момент, произвёл настоящего телесного Патронуса.

Гарри Поттер и Кубок огня
- В главе «Мистер Крауч сходит с ума», Дамблдор использует заклинание Патронуса, чтобы предупредить Хагрида о нападении на Крама.
- Во время третьего испытания в Турнире Трёх Волшебников Гарри применил заклинание против боггарта, принявшего вид дементора.

Гарри Поттер и Орден Феникса
- В первой же главе Гарри пришлось отбиваться от дементоров, посланных Амбридж, и он вызвал Патронуса, защищая себя и Дадли, за что его едва не исключили из Хогвартса.
- На занятиях Отряда Дамблдора Гарри обучал членов отряда заклинанию Патронуса; многие из них преуспели в вызове телесных Патронусов.
- Во время СОВ по Защите от тёмных искусств по просьбе экзаменатора Гарри вызвал Патронуса.

Гарри Поттер и Принц-полукровка
- Нимфадора Тонкс посылает говорящего Патронуса в Хогвартс, чтобы предупредить, что ведёт Гарри Поттера.

Гарри Поттер и Дары Смерти
- Артур Уизли посылает говорящего Патронуса в Нору, чтобы предупредить, что прибудет с министром магии.
- Кингсли Бруствер посылает говорящего Патронуса в Нору, чтобы предупредить о перевороте в Министерстве.
- Артур Уизли посылает говорящего Патронуса на Площадь Гриммо, 12, чтобы сообщить, что семья в безопасности.
- Долорес Амбридж использует своего Патронуса как защиту от дементоров во время судебного слушания по делу маглорождённых.
- Гарри Поттер и Гермиона Грейнджер используют своих Патронусов, чтобы выбраться из зала суда и разогнать дементоров, охраняющих в коридоре маглорождённых в ожидании судилища.
- Профессор Снегг послал своего Патронуса, чтобы помочь Гарри найти меч Годрика Гриффиндора в замёрзшем озере.
- Гарри Поттер вызвал своего Патронуса, чтобы защититься от дементоров, когда Гарри, Рон и Гермиона трансгрессировали в Хогсмид.
- Аберфорт Дамблдор наглядно вызвал своего Патронуса, чтобы убедить Пожирателей Смерти, что они видели козла, а не оленя.
- Минерва Макгонагалл вызывает своего Патронуса, причём, сразу три его экземпляра (единственный пример одновременного вызова трёх копий), чтобы оповестить членов Ордена Феникса, что в школу скоро явится Тёмный Лорд.
- Симус Финниган и Эрни МакМилан вызвали своих Патронусов, дабы помочь Гарри, Рону и Гермионе избежать поцелуя дементора. Позже и Полумна Лавгуд вызвала своего с той же целью.
- В Омуте памяти Снегг демонстрирует своего Патронуса Дамблдору, показывая, что его любовь к Лили Эванс (Поттер) не прошла.